# Johan Meijering
Johan Lourens Meijering (Kampen, 19 maart 1947) is een Nederlandse schrijver, publicist, activist, oud-politieagent, oud-maatschappelijk werker en sociaal wetenschapper. Hij is bekend geworden van zijn intensieve campagnes tegen consumentenvuurwerk, valse kunst en verspilling van gemeenschapsgelden bij de bouw van het Forum Groningen. Ook ageerde Meijering veelvuldig tegen de Nederlandse deelname aan de oorlog in Afghanistan, culminerend in de publicatie: ‘Mijn opinie over het dossier Afghanistan’ uit 2021. Meijering zat regelmatig aan tafel bij nationale en regionale praatprogramma’s op radio en televisie, om zijn licht te laten schijnen over de genoemde onderwerpen.
Meijering startte verschillende initiatieven op het terrein van cultuur, woon- en leefmilieu en was initiatiefnemer van een aantal projecten en stichtingen. Van jongs af aan deed Meijering vrijwilligerswerk en bekleedde vele bestuursfuncties, onbezoldigd. Meijering was een voorloper op weg naar een rookvrije samenleving.
Zijn creatie: de rookvrije ‘Kijkbungalow Minerva’ was een landelijke primeur op woongebied. Het was tevens expositieruimte met exposities van diverse kunstenaars waaronder Arie Zuidersma.
Zijn eveneens rookvrije multiculturele centrum ‘La Pasión, Salon de Tango y Cultura’ trok wekelijks circa 600 bezoekers en kreeg veel bekendheid.
Samen met Carla Durville stelde hij het boek ‘Dromen en geheimen. De andere wereld van Arie Zuidersma’ samen, dat in oktober 2011 werd gepubliceerd.

## Biografie

### Jeugd en opleiding
Meijering was de oudste in een gezin met drie kinderen (Johan, Frits en Gonda). Zijn ouders, Dina van Gelder en Willem Meijering, huwden op 12 juni 1945 in Groningen. Vader Willem werkte als zetter in de drukkerij van de firma Gebroeders Hoitsema. Het leven van Willem Meijering werd getekend door een aantal gebeurtenissen: na een traumatische jeugd volgde tijdens de Tweede Wereldoorlog een onderduikperiode in Drenthe. Dat was ook het moment waarop hij voor het eerst in contact kwam met de verzetsgroep van Johannes Post. Moeder Dina verrichtte tijdens de oorlogsjaren koeriersdiensten voor het verzet. Voor beide ouders waren de oorlogsjaren en de tijd daarvoor taboe als gespreksonderwerp in het gezin en zij hebben hun geheimen meegenomen in het graf. Uit het huwelijk ontsproten uiteindelijk drie kinderen. Johan Meijering werd geboren in Kampen en groeide daar ook op. Het gezin gehoorde tot de Nederlands Hervormde Kerk.

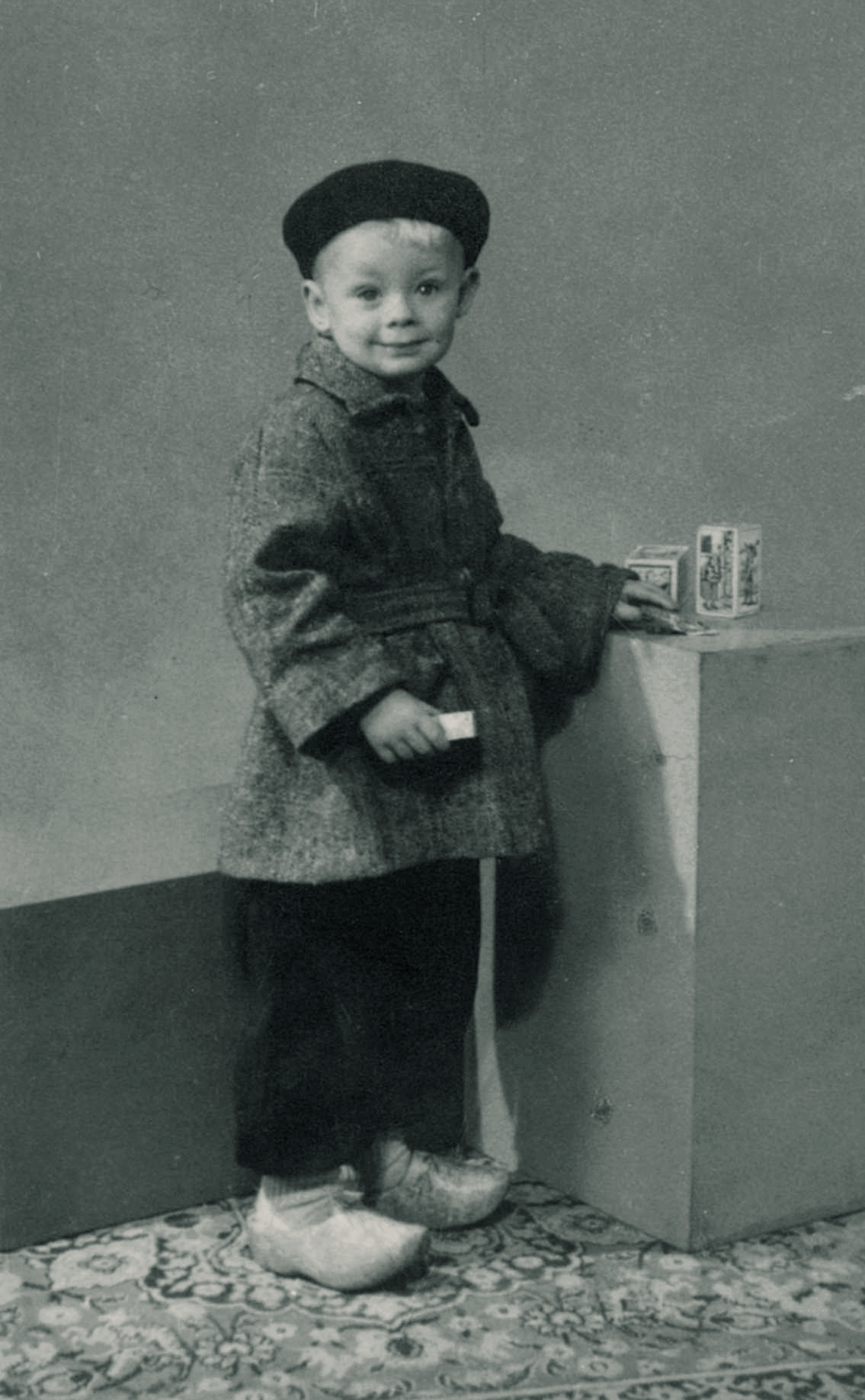
Johan L. Meijering. Kampen, 1950

Na het behalen van zijn ULO-opleiding in Rotterdam en Leeuwarden volgden twee jaar studie voor onderwijzer aan de kweekschool in Leeuwarden, de politie-opleidingsschool in Lochem (O), de opleidingen Kinderbescherming A en B en Creatieve Handvaardigheid A en B in Leeuwarden en de middelbare beroepsopleiding Sociale Dienstverlening in Leeuwarden en Zwolle. Meijering koos vervolgens voor een studie aan de Sociale Academie Twente in Hengelo en studeerde later Sociale Wetenschappen aan de Rijksuniversiteit Groningen. Daar studeerde Meijering in 1980 af met als specialisatie ‘organisatieontwikkeling’.

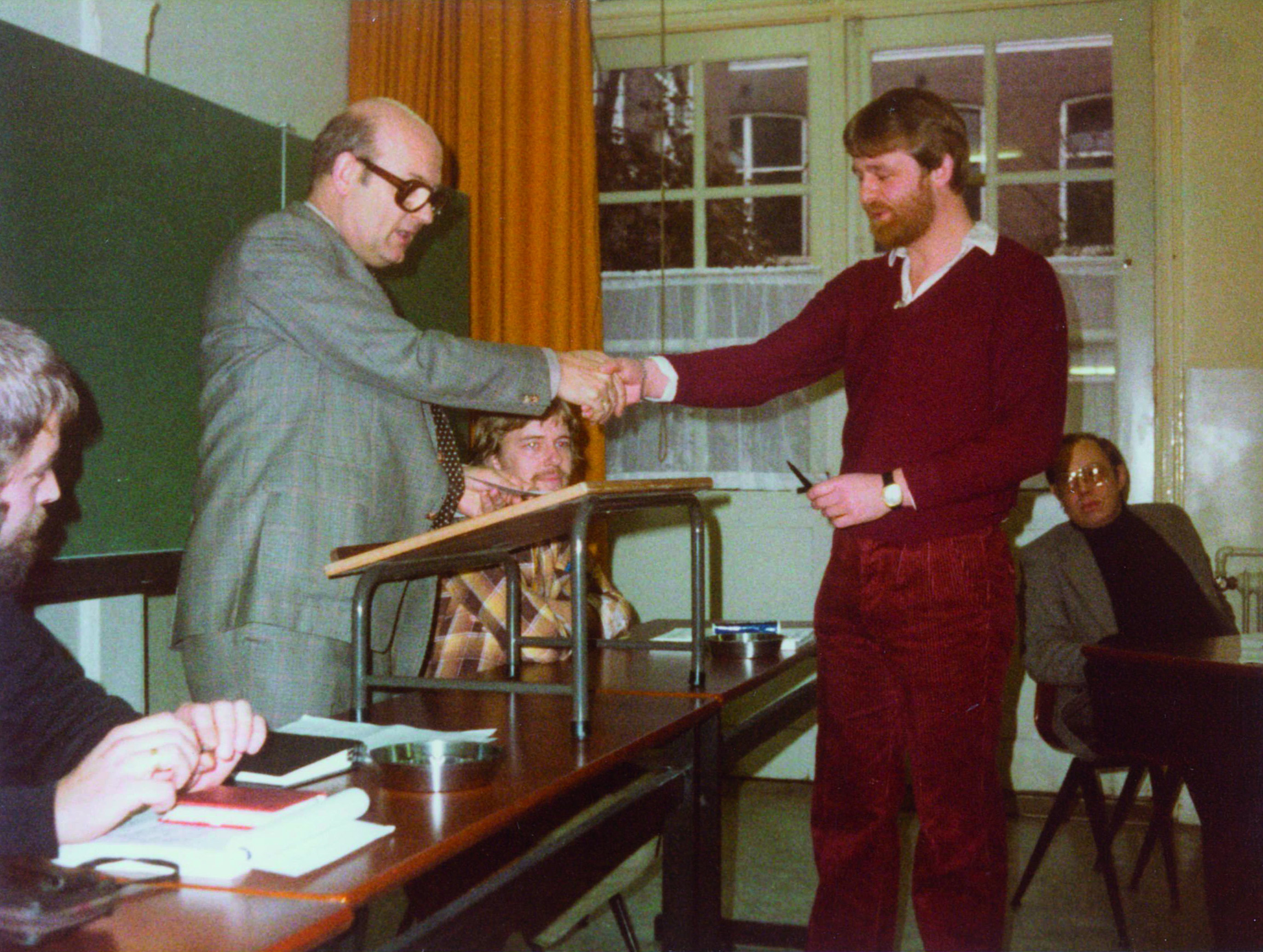
Felicitatie prof. dr. Marinus van Beugen (l.) Uitreiking doktoraalbul aan Johan L. Meijering. Leeuwarden, 12 november 1980

#### Huwelijk en kinderen
Meijering was zeven jaar getrouwd en kreeg met zijn echtgenote drie kinderen. Hij scheidde in 1976 en heeft sinds 2007 opnieuw een relatie.

### Maatschappelijke carrière
Meijering begon zijn maatschappelijke carrière als (hoofd)agent van de gemeentepolitie in Leeuwarden, werkte nadien als maatschappelijk werker bij de gemeente Den Ham (O), gaf in opdracht van de provincie Friesland als coördinator van het InSa-project, een afkorting van Inventarisatie Samenwerkingsverbanden, leiding aan een onderzoeksteam. Dit betrof een grootschalig onderzoek naar samenwerking tussen de gezondheidszorg en maatschappelijke dienstverlening. Aan dit onderzoek werkten mee huisartsen, wijkverpleegkundigen en maatschappelijk werkers. De bedoeling van dit onderzoek was om – afhankelijk van de resultaten van dit onderzoek – nieuw beleid te ontwikkelen. Daarna werkte hij als beleidsmedewerker Samenlevingsopbouw bij de gemeente Leeuwarden. Door een dienstongeval werd zijn maatschappelijke carrière vroegtijdig beëindigd en vervolgde hij zijn loopbaan in vrijwilligersfuncties.

### Maatschappelijke missies
Meijering noemt zichzelf pacifist, schrijver, pionier, kunstliefhebber, activist en kritische creatieve onafhankelijke denker. Centraal in zijn levenswerk staat zijn strijd tegen alle soorten van onrecht en alle vormen en bedreigingen van geweld, waar ook ter wereld. Zijn slogan: ‘Als iets mij raakt, dan kom ik in actie’
In de periode 2003 tot en met 2020 heeft Meijering met drie maatschappelijke missies initiatieven genomen om verbeteringen te realiseren in de Nederlandse maatschappij en geprobeerd een aanzet te geven tot een maatschappelijk debat:

#### Valse kunst

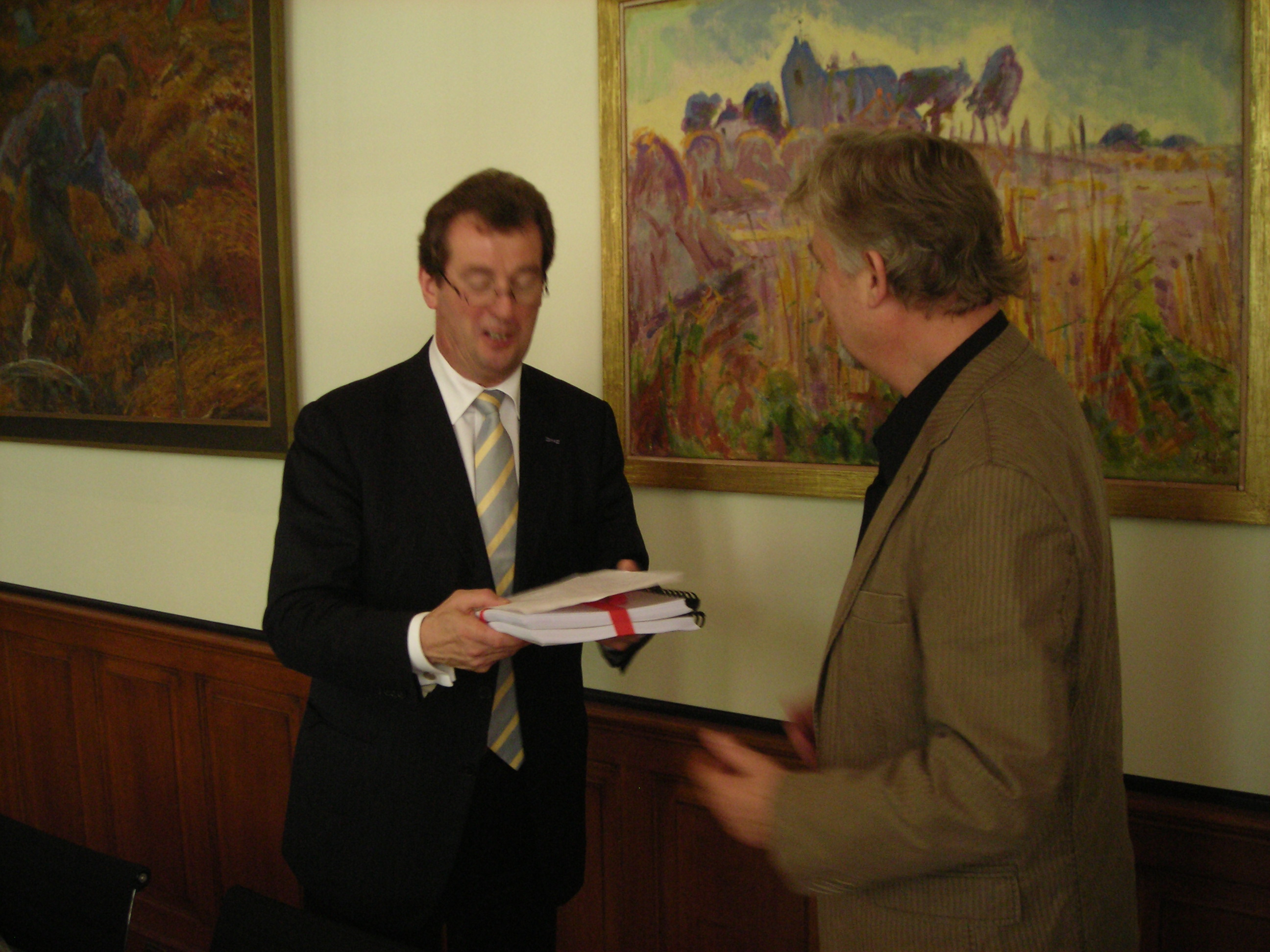
Commissaris van de Koningin Hans Alders (links) ontvangt van Johan L. Meijering een publicatie over valse kunst. Groningen, 2007

In de periode van 2003 tot en met 2020 streed Meijering met steun van een aantal sympathisanten tegen de productie en de handel in valse kunst en de ‘verloedering in de Nederlandse kunstwereld’, in het bijzonder die van kunstkring De Ploeg (Groningen). Jarenlang deed Meijering diepgaand onderzoek en constateerde dat er vanaf het begin van de jaren negentig van de 20e eeuw honderden valse Ploegwerken in omloop waren. Met succes voerde hij een civiele rechtszaak tegen valse kunst.

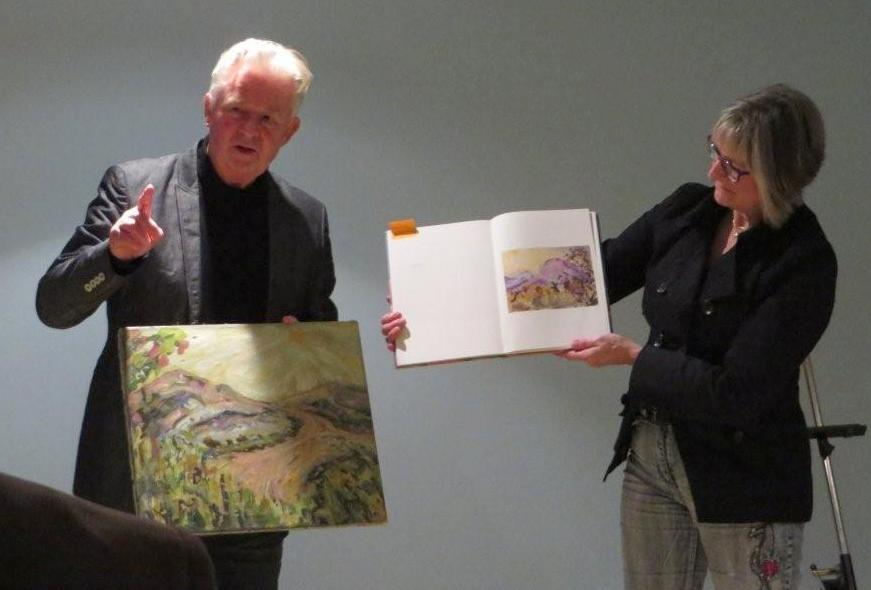
v.l.n.r. Johan L. Meijering, Voordracht kunstvervalsingen van de De Groninger Ploeg en Tjitske Regnery, Galerie Ruigewaert, Zilverkamer Appingedam, 2015

Door het gerechtshof Leeuwarden werden in 2016 twee ‘Ploegschilderijen’ vals verklaard. De schilderijen had Meijering als authentiek met garantie van echtheid gekocht. Na de ontmaskering van de bekende Nederlandse kunstvervalser Han van Meegeren in 1947, was dit het eerste vonnis in de Nederlandse rechtspraak waar schilderijen vals werden verklaard.
Het fenomeen ‘valse kunst’ werd op de kaart gezet en krijgt inmiddels nationale en internationale aandacht in de media. Dit resulteerde onder meer in een terugkerend internationaal congres in Den Haag. 

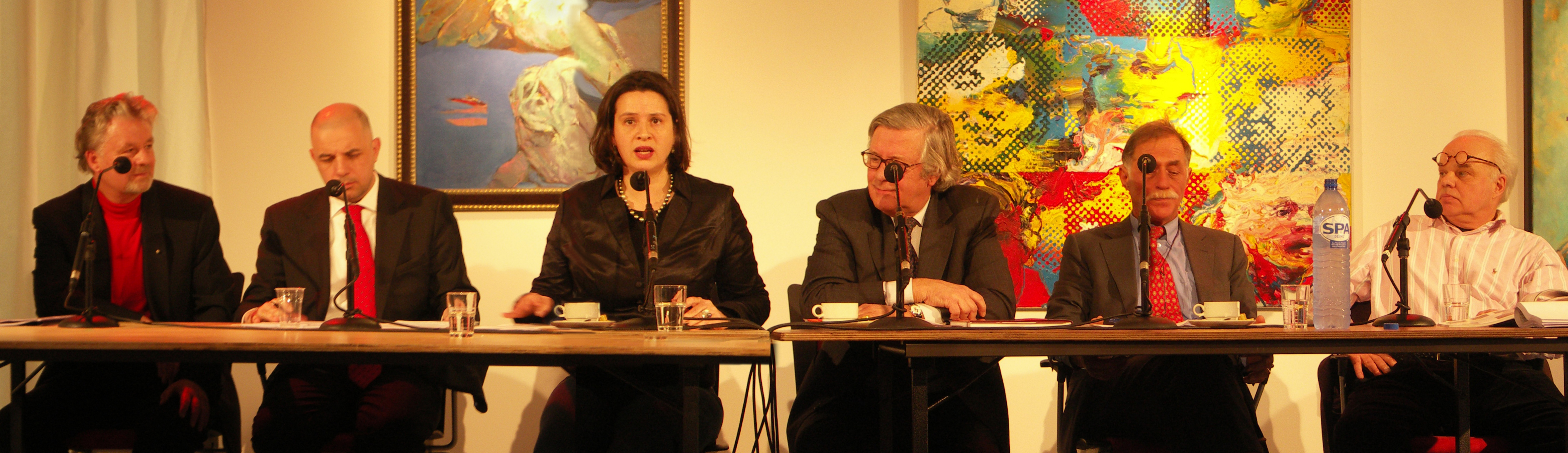
'Symposium Echt-Vals' in Amsterdam. Waterkantzaal, PTA. v.l.n.r. Johan L. Meijering, galeriehouder Roland Janssen, Annabelle Bernie, Jan Pieter Glerum, Aad du Croix Timmermans en kunstvervalser Geert Jan Jansen, 2007

Meijering gaf tien publicaties uit over dit onderwerp en hield diverse lezingen over kunstvervalsingen van de Groninger Ploeg, zoals op 18 januari 2007 op het Symposium Echt/Vals in de Waterkantzaal van de Passenger Terminal Amsterdam (PTA) in Amsterdam en op 12 november 2015 in de Ziverkamer in Appingedam.

#### Consumentenvuurwerk

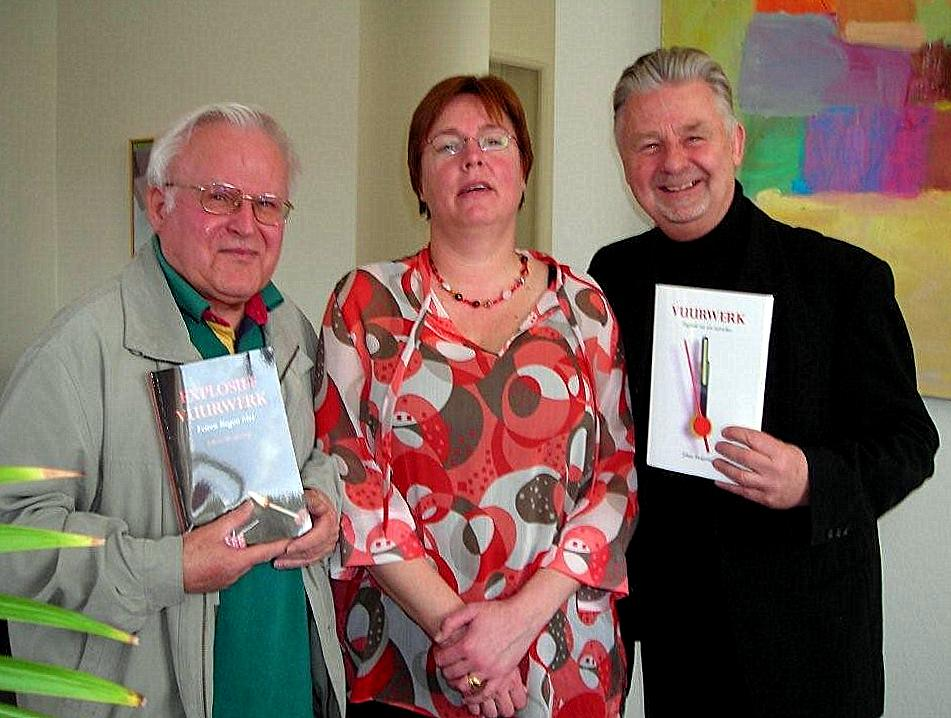
Overhandiging twee boeken over de gevaren en consequenties van vuurwerk. Van links naar rechts: voorzitter van de Stichting 'Staakt Het Vuren' Paul Steverink, SP-wethouder Jannie Visscher en drs. Johan L. Meijering met boeken over de gevaren en consequenties van vuurwerk. Groningen, november 2008

In de periode 2007 tot en met 2021 begon Meijering naar aanleiding van een persoonlijke ervaring met vuurwerkgeweld het initiatief om vuurwerk voor consumenten te verbieden en/of passende alternatieven te vinden. Meijering verdiepte zich in dit jaarlijks terugkerende fenomeen en constateerde dat er elk jaar honderden slachtoffers vallen, waaronder zelfs dodelijke. Hij publiceerde in 2008 twee boeken: 'Vuurwerk. Dagboek van een ruststoker' en 'Explosief Vuurwerk. Feiten liegen niet'. In het tweede boek stelt  Meijering, dat vuurwerk als wapen wordt gebruikt. Citaat: “Legaal en illegaal vuurwerk worden als wapen gebruikt bij de jaarwisseling. Op die manier wordt vuurwerk levensgevaarlijk. De krachtpotentie van een grote mortier kan een huis opblazen, mensen kunnen dodelijk getroffen worden!” Ook publiceerde hij in 2008 een ‘Politiek Vuurwerkpamflet.'

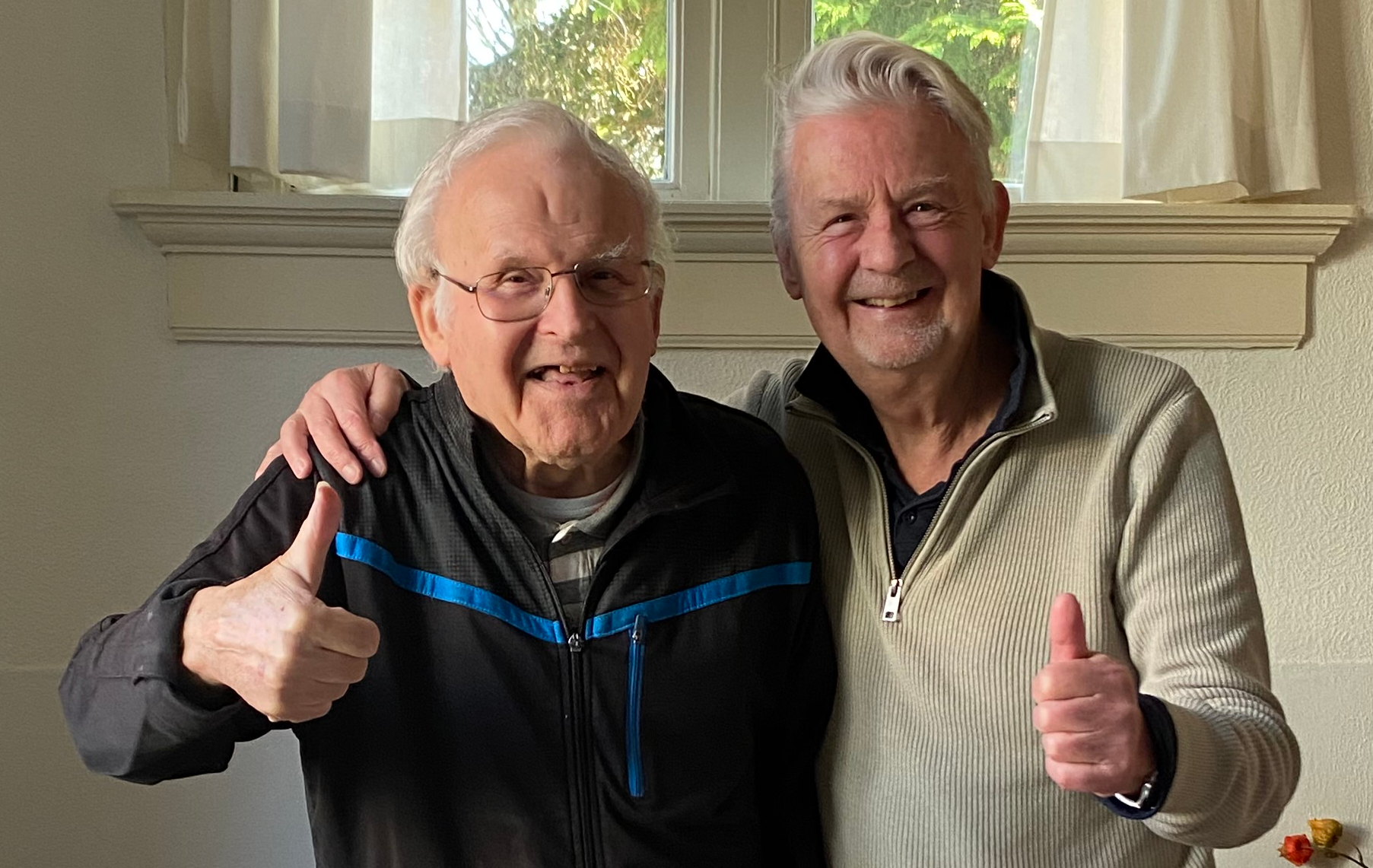
Paul Steverink (l.) en drs. Johan L. Meijering (r.), Groningen, 3 april 2025

Samen met mede-sympathisanten Paul Steverink en schrijver Johan van Wijk, richtte hij in 2008 de Stichting Staakt het Vuren op met als doel bewustwording te bewerkstelligen en mensen wakker te schudden. Sinds de oprichting heeft deze stichting de gevolgen van het afsteken van consumentenvuurwerk meerdere malen in kaart gebracht, aan de kaak gesteld en in dit kader ruim vijf jaar lang actie gevoerd. Op 10 december 2008 organiseerde de stichting Staakt Het Vuren het eerste Vuurwerksymposium in Nederland onder de titel: 'Staakt Het Vuren! Waarom één miljard verknallen!'. Tijdens dit symposium werden onder meer voordrachten gehouden door: Clemens Mensink van het Vlaams Instituut Technologisch Onderzoek (VITO), Benn Bergmann – econoom, Bert van der Pol – oogarts, een verpleegkundige van de Spoedeisende Hulp, de heer Gerrit Wagenvoort van de vuurwerkbranche, mevrouw Evelien Arler-Marijn namens de winkeliers en Meijering zelf. Voorafgaand aan het symposium op 8 december overhandigde Meijering beide vuurwerkboeken aan Tjeerd de Faber, in zijn rol als toenmalig voorzitter van het Nederlands Oogheelkundig Gezelschap.
De stichting ‘Staakt Het Vuren’ kreeg met haar acties veel media-aandacht in binnen- en buitenland. Geleidelijk aan ontstond er een landelijk debat en werd een kentering zichtbaar. Zo inspireerde de stichting onder andere het Burgerinitiatief Meer Plezier met Minder Vuurwerk in 2009 en hield de voorzitter Paul Steverink een krachtig pleidooi tijdens een hoorzitting/rondetafelgesprek met de Tweede Kamer in 2012. Na een vijftal jaren actief werken aan bewustwordingsprocessen werd het doel bereikt: het stimuleren van een maatschappelijk debat. Op 31 december 2013 werd om die reden de stichting opgeheven.
In december 2020 verscheen Meijerings derde vuurwerkboek ‘Consumentenvuurwerk. Van volksvermaak tot overheidsverbod’. Veel van Meijerings aanbevelingen uit het ‘Politiek Vuurwerkpamflet’ maken inmiddels onderdeel uit van de besluiten van tientallen gemeenten. In dit boek heeft Meijering zijn visie bijgesteld. Citaat: ‘Inmiddels heb ik mijn visie ten aanzien van centraal georganiseerde vuurwerkshows bijgesteld. Ook deze optie is inmiddels uit den boze en achterhaald vanwege de schadelijke effecten aan ons dierbare milieu. Waarom geen gebruik maken van de meest geavanceerde technologieën met oogstrelende resultaten in samenwerking met de vuurwerkbranche. Uiteraard blijf ik voorstander van een totaalverbod op het consumentenvuurwerk in Nederland en liefst in Europees verband. En voorstander van shows, met gebruik van de meest recente niet luchtvervuilende technologieën, zoals drones en laserstralen.’
Op dinsdag 8 april 2025 stemde een meerderheid van de Tweede Kamer in met een verbod op het consumentenvuurwerk. Dit verbod gaat in bij de jaarwisseling 2026-2027.

#### Forum Groningen
Op 18 augustus 2023 is er door onder meer RTV Noord en de NOS nieuws gepubliceerd dat nieuw licht werpt op de totstandkoming van het Forum Groningen. Uit de berichtgeving blijkt dat het hele bouwproject aan een zijden draadje was komen te hangen, nadat de NAM weigerde de meerkosten te betalen van het aardbevingsbestendig maken van het gebouw. Het gaswinningsbedrijf verzette zich maandenlang met hand en tand, waardoor het weinig scheelde of de stad Groningen zou geen Forum hebben gehad en bovendien voor tientallen miljoenen euro's het schip in zijn gegaan. Meijering hoopt al jaren dat de gemeenteraad van Groningen een onderzoek instelt naar dit project. Zo’n evaluatie heeft tot op heden echter niet plaatsgevonden. Meijering vindt dit onbegrijpelijk, zeker in een tijd waarin transparantie bij overheidsbesluiten steeds nadrukkelijker door de overheid zelf als speerpunt van beleid wordt gekozen.
In 2016 publiceerde Meijering tijdens een door de gemeente Groningen opgelegde bouwstop van het Groninger Forum het boek ‘Groninger Forum, een bodemloze put’. Daarin ziet hij opmerkelijke overeenkomsten van grote overheidsprojecten in Groningen en andere delen van Nederland, zoals: het omstreden karakter van sommige projecten; de vaak te rooskleurige prognoses van bezoekersaantallen, rendement of impact op de samenleving na realisatie; aanzienlijke budgetoverschrijdingen. 

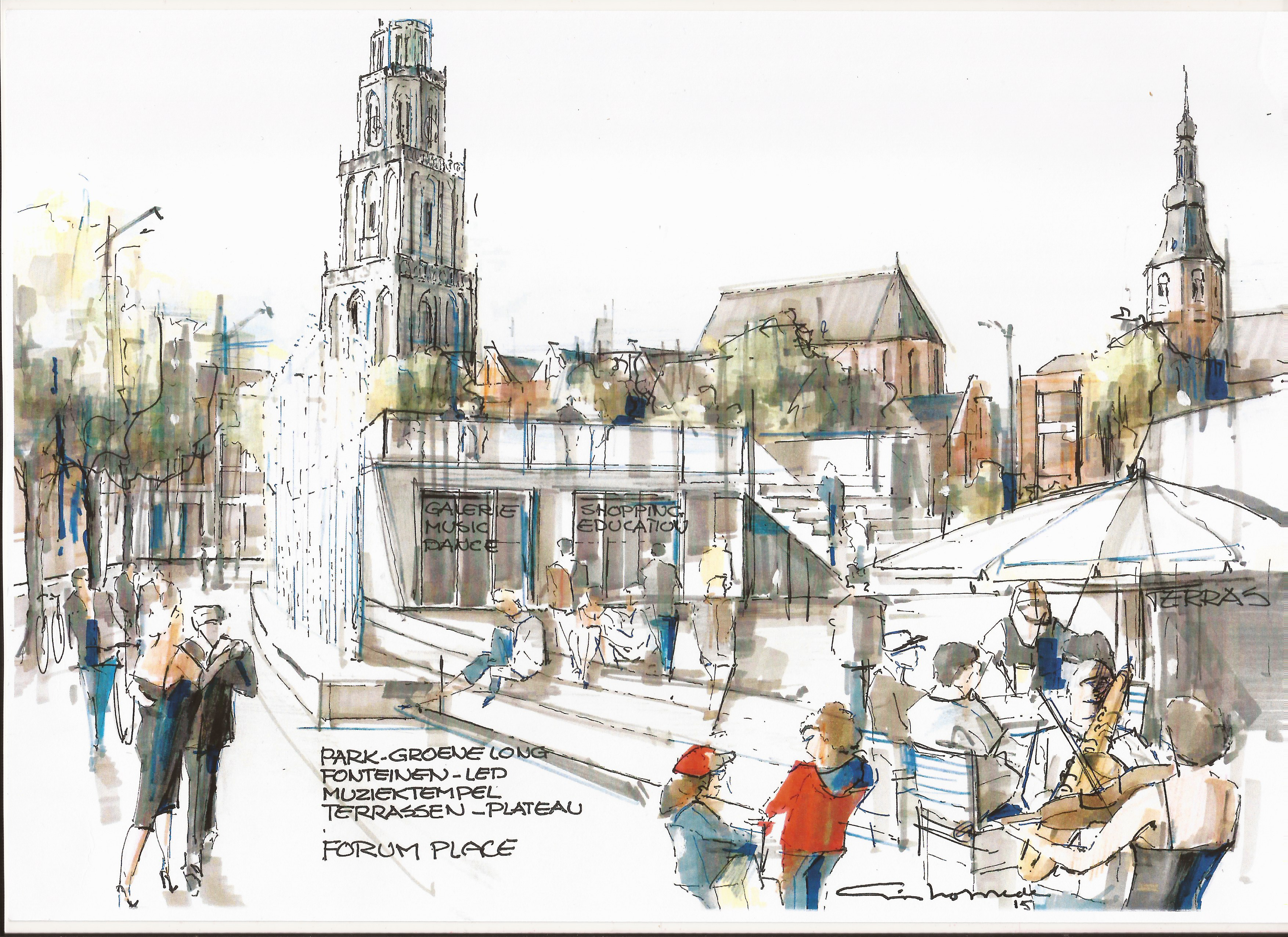
Alternatief plan voor het Groninger Forum van Johan L. Meijering, getekend door Sip Hofstede, 2016.

Meijering diende in het najaar van 2015 een alternatief plan in bij de gemeente Groningen voor de bouwlocatie van Forum Groningen. Met enkele sympathisanten startte hij in het najaar van 2015 een flyeractie en verspreidde in korte tijd 10.000 flyers in de stad Groningen met daarop zijn alternatieve plan 'Nieuw Groninger Forum'. Meijering stelde de vraag centraal of er tijdens het ontwikkelingsproces door het toenmalige gemeentebestuur van Groningen zorgvuldig was gehandeld. Ook pleitte hij in deze fase voor een referendum over de wenselijkheid van dit project. Was er überhaupt behoefte aan dit gebouw? En zo ja, waaruit blijkt dat dan? Er werden vele miljoenen geïnvesteerd in een gebouw, waarvan de precieze functie op voorhand niet vaststond. In de presentatie van de plannen voor het Groninger Forum in 2004, zouden het Groninger Scheepvaartmuseum en een historische collectie van het Groninger Museum een prominente plek krijgen. Een klein congrescentrum maakte onderdeel uit van de plannen en regionaal historisch centrum De Groninger Archieven werd eveneens betrokken bij het Forum. Het is altijd de bedoeling geweest dat de Groningse cultuur en geschiedenis een grote rol zouden krijgen in het Forum. Uiteindelijk werd het accent verlegd bij de definitieve invulling van het gebouw. Meijering vraagt zich af waarom de beoogde participanten uit de beginfase van het Forum uiteindelijk niet in het gebouw werden ondergebracht. Waarom werd een groot, beeldbepalend en in de ogen van Meijering buitengewoon risicovol project gerealiseerd in de historische binnenstad van Groningen? Mede bekostigd door de Groningse belastingbetaler. 

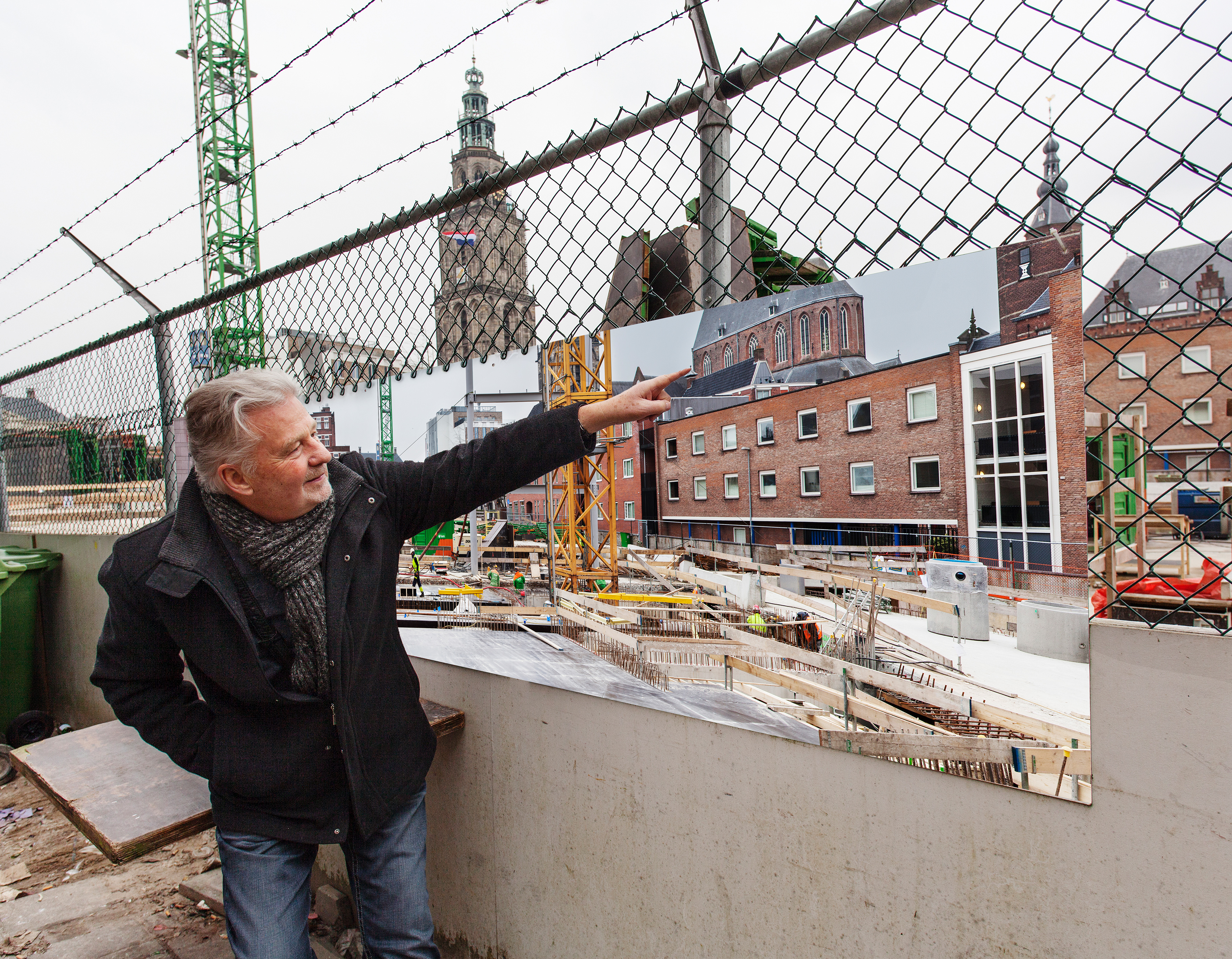
Johan L. Meijering bij de bouwplaats van Groninger Forum, 2016. Foto: Noorderblik Siska Alkema

 Ook al zijn er mogelijk fouten gemaakt, het is belangrijk dat er lering uit getrokken wordt voor toekomstige grootschalige projecten. In het in 2021 gepubliceerde boek 'Uitgesproken' poneert Meijering enkele stellingen over Forum Groningen, zoals: ‘Elk project dient tussentijds en aan het einde te worden geëvalueerd door onafhankelijke deskundigen. De rapportage met conclusies en aanbevelingen van de tussen- en eindevaluatie dient openbaar te worden gemaakt. En dienen als verplichte kost bij elk nieuw project’. Naar de mening van Meijering blijven vele vragen tot op heden onbeantwoord in dit dossier.
Het diepgravende onderzoek van RTV Noord en de NOS is te ondersteunen door zelf te speuren in de 2.600 documenten die opgevraagd zijn van de Shell Papers.

#### Politieke carrière
In december 2001 werd Meijering als eigenaar van het multiculturele centrum ‘La Pasión’ in Groningen benaderd door het bestuur van de pas opgerichte Stadspartij Groningen en betrokken bij de oprichtingsfase. Het bestuur van deze partij verwachtte bij de verkiezingen voor de gemeenteraad 2002-2006 veel zetels en stelde hem een wethouderschap Cultuur in het vooruitzicht. Na een korte bedenktijd besloot Meijering zich verkiesbaar te stellen als kandidaat voor de gemeenteraad van Groningen voor de nieuwe Stadspartij. De partij behaalde twee zetels bij de gemeenteraadsverkiezingen van 2002, waarna Meijering besloot zich terug te trekken.

### Cultureel-maatschappelijke initiatieven

#### Kuifje ’64, Leeuwarden

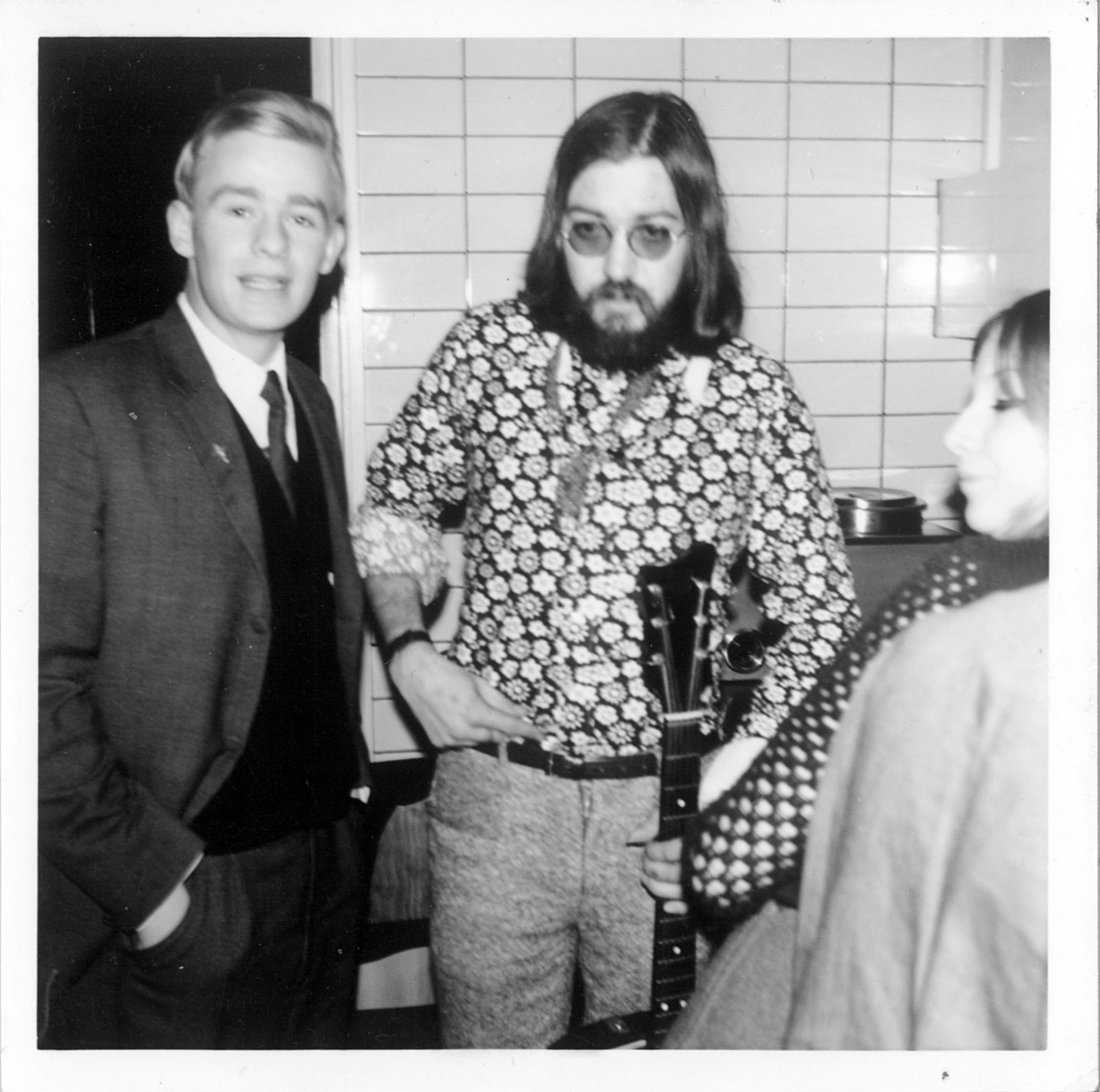
Johan L. Meijering en Ferre Grignard. Concert bij Kuifje ’64. Leeuwarden, 22 januari 1967

Meijering was een pionier op het cultureel-maatschappelijk terrein. In 1964 was Meijering oprichter, voorzitter, programmamaker en van 1964 t/m 1967 presentator van dans- en instuifvereniging Kuifje ’64 (K 64) in Leeuwarden. Ook zette hij zogenaamde ‘Sokkenbals’ op poten. De vereniging had als doel om van de Leeuwarder weekenden een feest te maken door het organiseren van dansavonden, soms in combinatie met eetfestijnen en cabaretvoorstellingen. Er werd een gestencild verenigingsblad uitgegeven onder de titel Kuifje ’64, met daarin bijdragen over muziek, gedichten, programma’s en ingezonden artikelen van bezoekers. In de hoogtijdagen groeide de vereniging tot ongeveer 2000 dansliefhebbers.
Bekende namen stonden er op het programma, waaronder tien optredens van Cuby & the Blizzards (met Herman Brood), Rob Hoeke rhythm and bluesband en de Belgische zanger Ferre Grignard.
Op 2 juni 2024 organiseerde Meijering met twee oud-jeugdvrienden Harrie Slotboom en Auke Feenstra een druk bezochte reünie van Kuifje ’64 in Omar Dance Centre in Leeuwarden. Ook presenteerde Meijering daar zijn boek ‘Kuifje ’64, Op de beat van de sixties’. Het eerste exemplaar van dit boek werd overhandigd aan Meindert Seffinga, directeur van het Historisch Centrum Leeuwarden (HCL).
Tijdens deze reünie bracht Meijering een spontaan eerbetoon aan de in Leeuwarden geboren bekende hedendaagse kunstenaar Joost Klein met zijn voordracht 'De achterbandklever'. Aanleiding was de diskwalificatie op 11 mei 2024 van Joost Klein in Malmö vanwege een incident met een cameravrouw tijdens het Eurovisie Songfestival, georganiseerd door de European Broadcasting Union (EBU) en de Zweedse publieke omroep Sveriges Television (SVT). Vanwege het lopende juridisch onderzoek besloot de organisatie Joost Klein niet meer te laten deelnemen. Op 12 augustus 2024 meldde het Algemeen Dagblad, dat het justititieel Zweeds onderzoek naar Joost Klein is gestopt, omdat er geen bewijs zou zijn.

#### Beatfestival
Daarnaast was Meijering initiatiefnemer, organisator en presentator van een eerste (benefiet) Nederlandse Beatfestival in Leeuwarden op woensdagavond 28 april 1966 in de Beurs, wat een hoogtepunt vormde in het bestaan van Kuifje ’64. Twaalf bands deden mee en traden op voor 700 betalende bezoekers. 'The Mistery Five' uit Leeuwarden werd door een jury als winnaar uitgeroepen en ontving een beker die door het Leeuwarder Weekblad beschikbaar was gesteld voor het beste orkest. De jury bestond o.a. uit persfotograaf Sjoerd Andringa en platenhandelaar Poort, beiden uit Leeuwarden. 'Voor de jeugd, door de jeugd' was het motto van dit festival. De gehele opbrengst van deze avond, een bedrag van 700 gulden, werd afgedragen aan het jeugdmuziekkorps van 'Soli Deo Gloria' uit Leeuwarden, bestemd voor een nieuw instrumentarium.

#### Oprichting IPA, district Fryslân
Tijdens zijn loopbaan bij de gemeentepolitie Leeuwarden, nam Meijering samen met zijn collega IJ.D. van der Schaaf, op 18 maart 1972 het initiatief tot oprichting van een Friese afdeling van de IPA (International Police Association). Tot dan toe was Friesland de enige provincie in Nederland zonder een IPA-vertegenwoordiging. Van 1972-1974 was Meijering contactsecretaris. Onder het motto Servo per Amikeco (Dienen door Vriendschap) tracht de vereniging wereldwijd haar doel te bereiken.
Dit initiatief leidde tot een vruchtbare ontwikkeling van de organisatie. Ruim twee jaar na de oprichting kreeg het jonge district Fryslân in 1974 een eigen IPA-onderkomen, Huize Vijversburg in Tytsjerk, onder de rook van Leeuwarden. In maart 2012 vierde het IPA-district Fryslân zijn 40-jarig jubileum in het Politie Museum Friesland in Drachten. Door een reorganisatie binnen IPA-Nederland, werden de districten Fryslân, Drenthe en Groningen op 1 januari 2020 samengevoegd tot het district Noord-Nederland. Daarmee kwam een einde aan een succesvolle zelfstandige periode van bijna 48 jaar.

#### Kijkbungalow Minerva, Groningen

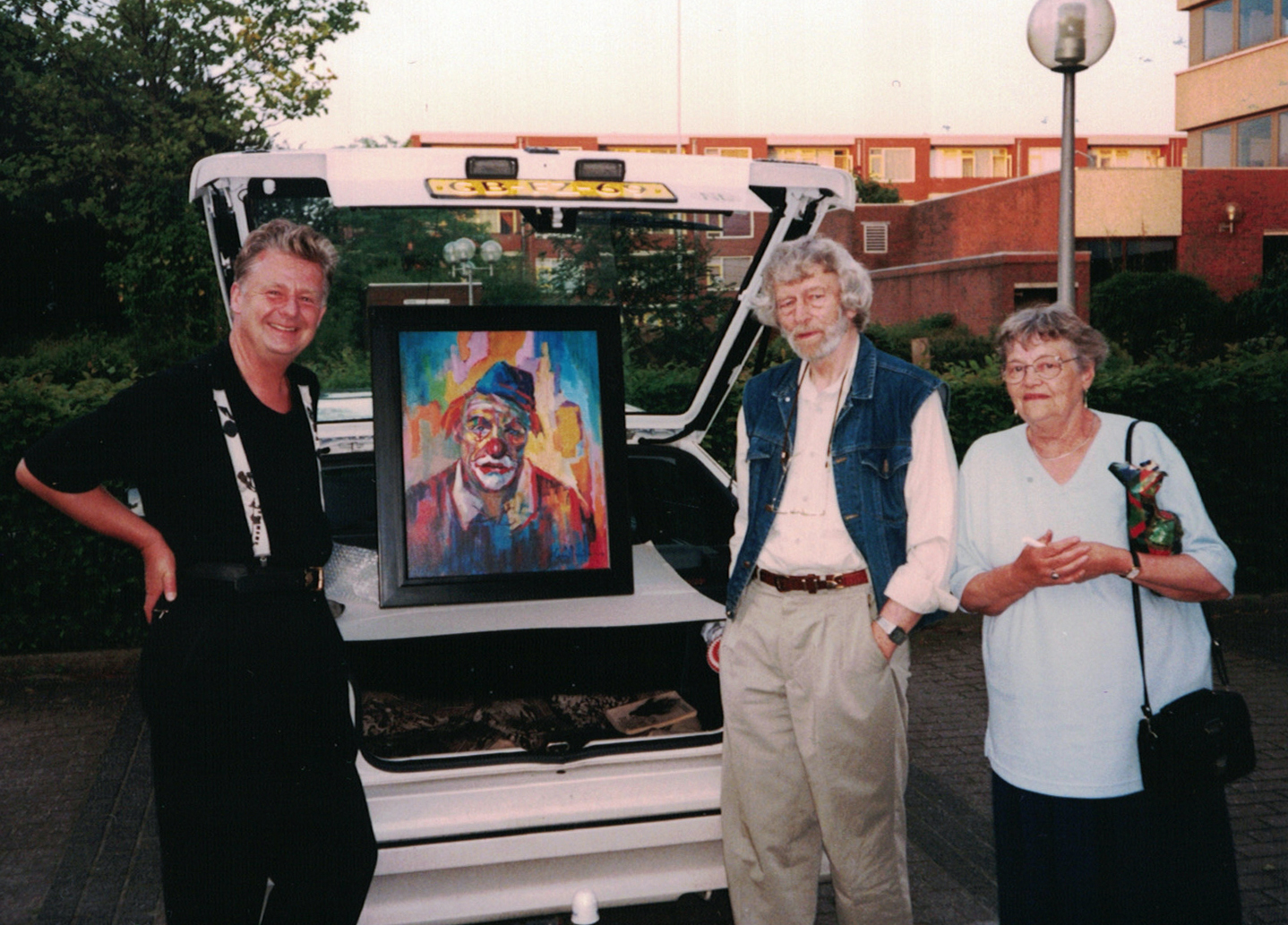
Schilderij van Ploegschilder Arie Zuidersma voor expositie in Kijkbungalow Minerva. Van links naar rechts: Johan L. Meijering, Arie en Sitha Zuidersma. Groningen (Hoogkerk), 17 september 1994

In de periode 1991 t/m 1994 was Meijering initiatiefnemer en mede-eigenaar van ‘Kijkbungalow Minerva’ in Hoogkerk. Een gratis toegankelijk en onafhankelijk advies-, informatie- en ideeëncentrum, annex expositieruimte. De oorspronkelijke standaardwoning, werd stijlvol verbouwd en ingericht tot een voor die tijd niet alledaags huis. Het project werd op 27 september 1991 officieel geopend door Jan Kamminga. Mond-tot-mondreclame zorgde voor veel aandacht en ook vanuit de media was er veel belangstelling. In de rookvrije ‘Kijkbungalow Minerva’ waren bezoekers van harte welkom. Een gratis rondleiding duurde gemiddeld tweeënhalf uur. Zowel het wonen in als het bezichtigen van de Kijkbungalow kreeg een extra dimensie door de steeds wisselende exposities van binnen- en buitenlandse beeldend kunstenaars. Vele bekende kunstenaars hebben er geëxposeerd. Ook bezochten vele prominenten uit de politiek, artiesten- en kunstwereld de ‘Kijkbungalow’.
De eerste Nederlandse Kijkbungalow was een landelijke primeur op het gebied van wonen en trok in een periode van drieënhalf jaar ruim 13.000 bezoekers. In 2016 publiceerde Meijering het boek 'Kijkbungalow Minerva. Een inspirerende kijk op wonen en kunst'.
Meijering nam diverse initiatieven op het gebied van verbeteringen van de woon- en leefomgeving in de wijk Hoogkerk in Groningen. Zo werd op zijn initiatief de geluidswal van de A-7 verlengd en kunstobjecten in de openbare ruimten gerealiseerd.

#### Kunstmanifestatie ‘De Groninger Ploeg’

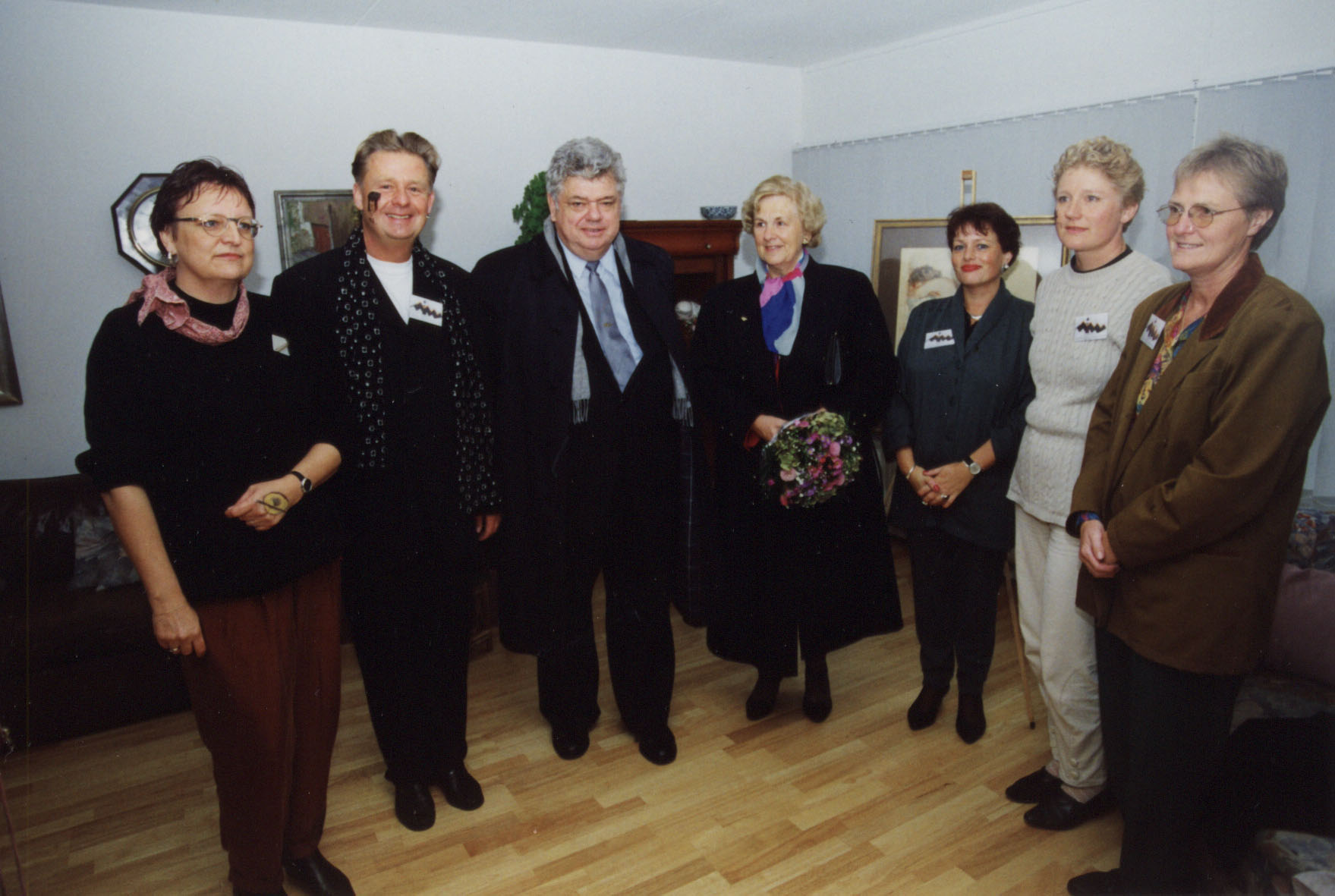
Commissaris van de koningin in Groningen Henk Vonhoff en diens echtgenote (m) met de Kunstcommissie Minerva in Groningen (Hoogkerk). (l) Gerrie Timmer en Johan L. Meijering (r) Dora Veltman, Grietje Kooistra en Gré Waltmans. 25 september 1993

In 1993 nam Meijering het initiatief tot de oprichting van een Kunstcommissie in de Jan van der Zeestraat in Hoogkerk. Op 25 september 1993 organiseerde hij in samenwerking met vier buurtbewoners ter gelegenheid van het tweejarig bestaan van zijn ‘Kijkbungalow Minerva’ een bijzondere expositie van 97 schilderijen van overleden schilders van kunstkring De Ploeg (Groningen). Deze waardevolle schilderijen werden door vele particulieren voor een dag uitgeleend. Zo werd de Jan van der Zeestraat gedurende één middag getransformeerd tot een museumstraat met een huis-aan-huisexpositie in 27 deelnemende woningen. De dag stond naast kunst, ook in het teken van muziek, dans en straattheater. Ongeveer 2.000 bezoekers bezochten deze eenmalige expositie. De Kunstcommissie kreeg vervolgens een permanent karakter en werd voortgezet onder de naam ‘Kunstcommissie Hoogkerk’. De commissie bleek te voldoen aan een behoefte. Zo werden onder auspiciën van de Kunstcommissie vele kunstobjecten in Hoogkerk gerealiseerd. In september 2018 vierde de commissie haar 25-jarig lustrum. In april 2020 beëindigde de Kunstcommissie Hoogkerk haar werkzaamheden.

#### Kunstwinkel Kunst & Kunst

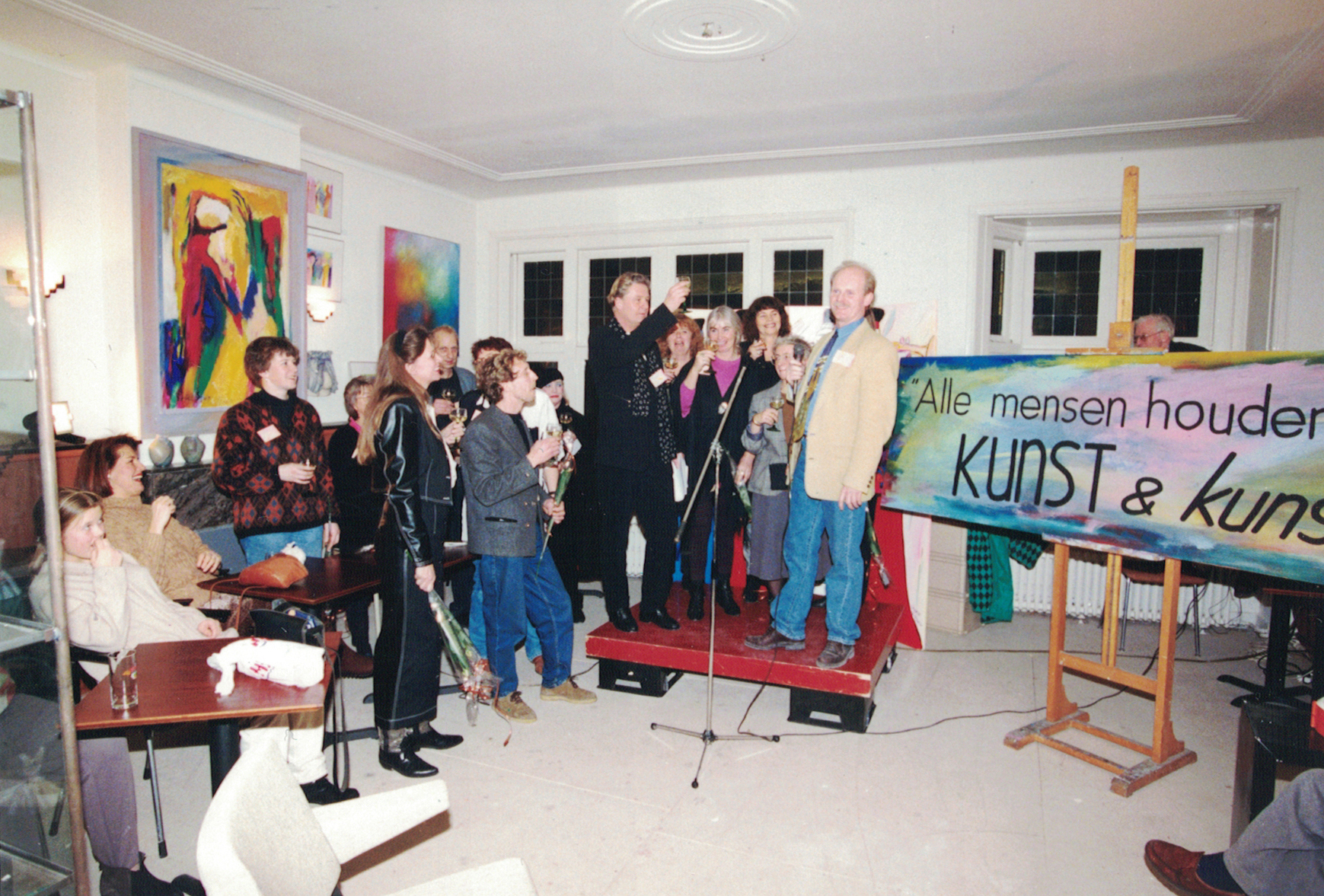
Opening eerste tentoonstelling kunstwinkel 'Kunst en kunst'. Groningen, 16 december 1993.

In 1993 was Meijering initiatiefnemer en medeorganisator van een kunstwinkel van beeldend kunstenaars ‘Kunst & Kunst’ aan de Grote Markt in Groningen. Op donderdagavond 16 december 1993 opende hij de eerste tentoonstelling met een expositie van elf beeldend kunstenaars uit de provincie Groningen. Er zouden nog vele succesvolle wisselexposities volgen. De eerste Nederlandse Kunstwinkel was geboren, een supermarktidee met voortdurend wisselende exposanten. De Kunstwinkel was zeven dagen per week geopend. De exposerende kunstenaars waren zelf bij toerbeurt aanwezig en verkochten hun werk rechtstreeks aan belangstellenden.
Kunst & Kunst vierde in oktober 2006 haar 12,5 jarig jubileum. In de turbulente wereld van de kunst heeft het project 16 jaar bestaan en werd in maart 2009 opgeheven wegens een faillissement. De kunstwinkel kreeg een doorstart en ging in de loop der jaren die volgden met hetzelfde concept verder als mobiele kunstwinkel onder de naam: ‘Kunst En Zo’ in de Brugstraat 28 in Groningen. De kunstwinkel verhuisde daarna naar de Oosterstraat 55 en later naar Oosterstraat 35 in Groningen. Op 18 juli 2018 werd het laatste bericht op Facebook geplaatst.

#### Kunsthuis De Permanente

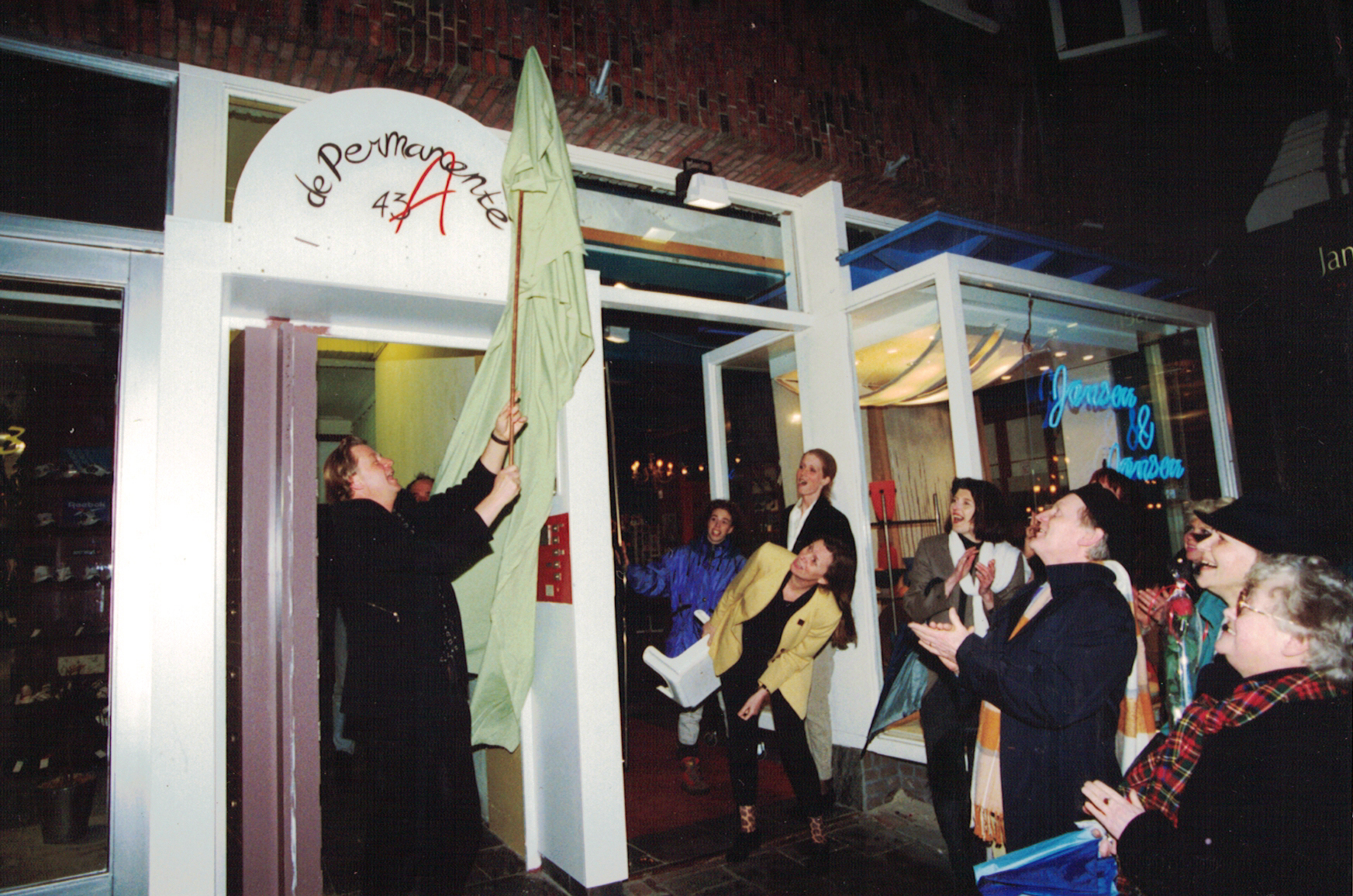
Opening stichting 'Kunsthuis De Permanente'. Groningen, 8 september 1994.

De activiteiten van de Kunstwinkel werden 27 april 1994 ondergebracht in stichting ‘Kunsthuis De Permanente’. Naast oprichter, was Meijering van 1994 tot 1995 tevens voorzitter van deze stichting. Op 8 september 1994 werd ‘Kunsthuis De Permanente’ officieel door Meijering geopend.
Op initiatief van De Permanente werd in december 1996 een groot festival-achtig multi-mediaproject ontwikkeld en gerealiseerd rond het romantische thema 'Gothick'.  Er werd samenwerkt met het Centrum voor Beeldende Kunst Groningen, de Openbare Bibliotheek Groningen en schrijversgroep Het Literair Product. Het was een boeiend evenement voor zowel de serieuze kunstkenner als het grote publiek, dat normaal gesproken niet zo snel een galerie bezoekt. Hiermee liep De Permanente voorop op de inhoud van de later uitgebrachte cultuurnota voor Groningen, die een bredere spreiding van kunstactiviteiten en manifestaties onder het publiek beoogde. Behalve een laagdrempelig verkooppunt werd De Permanente ook een werkervaringsplek voor jonge mensen die beroepshalve of vanuit hun studieachtergrond een directe band met kunst en vormgeving of de infrastructuur daaromheen bezaten. Ook maakten vele jonge, pas afgestudeerde talenten van de Minerva Academie voor Beeldende Kunst en Vormgeving Groningen met hun eerste expositie hun debuut bij De Permanente. geworden management team, afgekort MT,  waarbij ieder lid een specialisme voor haar of zijn of rekening nam en er tegelijkertijd ook veel gedeelde taken werden verricht, zoals het draaien van galeriediensten en het inwerken van nieuwe vrijwilligers. Door consequente toepassing van een laagdrempel formule zowel naar het publiek toe als naar de in De Permanente exposerende kunstenaars en vormgevers, werd de galerie annex kunstwinkel al snel een begrip en haalde ze drie maal het bezoekersaantal van een doorsnee galerie uit Groningen. Niet alleen particulieren vonden hun weg naar De Permanente, ook het bedrijfsleven raakte geïnteresseerd. De ruimte aan de Grote Markt 43A werd al snel te klein. Het bestuur van de stichting vond al snel een nieuwe passende ruimte gevonden en de activiteiten verplaatsten zich van de Grote Markt 43A naar een eigen pand. Voor ruim tien jaar vestigde de stichting zich in een huurpand, Kreupelstraat 12 in het centrum van Groningen. Het nieuwe pand met drie verschillende ruimten, werd officieel geopend door de heer K. W. Swaak, wethouder Cultuur van de gemeente Groningen. De openingsexpositie werd verzorgd door Pink Smeenge, Rob Koot en George van Engelen. Naast twee gewone galerieruimtes, een aan de straatzijde en een beneden in het souterrain, beschikt De Permanente nog over een kunstwinkel. In deze Open Stock Shop, konden kunstenaars en vormgevers tegen een inbrenggeld van 30 gulden per maand en een afdracht van slechts 20% provisie bij verkoop, één of meerdere kunstwerken of designstukken exposeren. Via de Open Stock Shop konden zij ook naamsbekendheid opbouwen. De prijzen waren zeer publieksvriendelijk en de roulatie van kunstwerken werd goed verzorgd, zodat de vaste klanten van De Permanente iedere maand een verrassend nieuw aanbod konden bekijken. Het souterrain werd als vergader- en activiteitenruimte verhuurd aan derden en er werden series lezingen, masterclasses en andere cursussen georganiseerd. Via lesmethoden geschiedenis in het Nederlands voortgezet onderwijs, zogenaamde memo lessen, werden kunstenaars wegwijs gemaakt om zich als zelfstandige op de kunstmarkt te begeven en in hun eigen onderhoud te voorzien zodat hun afhankelijkheid van een bijstandsuitkering kon worden afgebouwd of opgeheven. Ook organiseerde De Permanente modeltekensessies, schrijversworkshops en vonden er tussen creatievelingen uit allerlei disciplines vruchtbare informele ideeën uitwisselingen plaats.
Na een ruim elfjarig bestaan sloot het Kunsthuis 1 januari 2006 de deuren aan de Kreupelstraat. Er was een gemeentelijke subsidie toegekend voor een periode van vijf jaar als werkgelegenheidsproject, met een betaalde coördinator. Zonder een structurele subsidie van de gemeente bleek het echter niet mogelijk de expositieruimte open te houden. ‘De Permanente’ is blijven bestaan als trajectorganisatie voor kunstenaars en werd ondergebracht bij het Kunstencentrum aan de Walstraat in Groningen.

#### La Pasión. Salon de Tango y Cultura

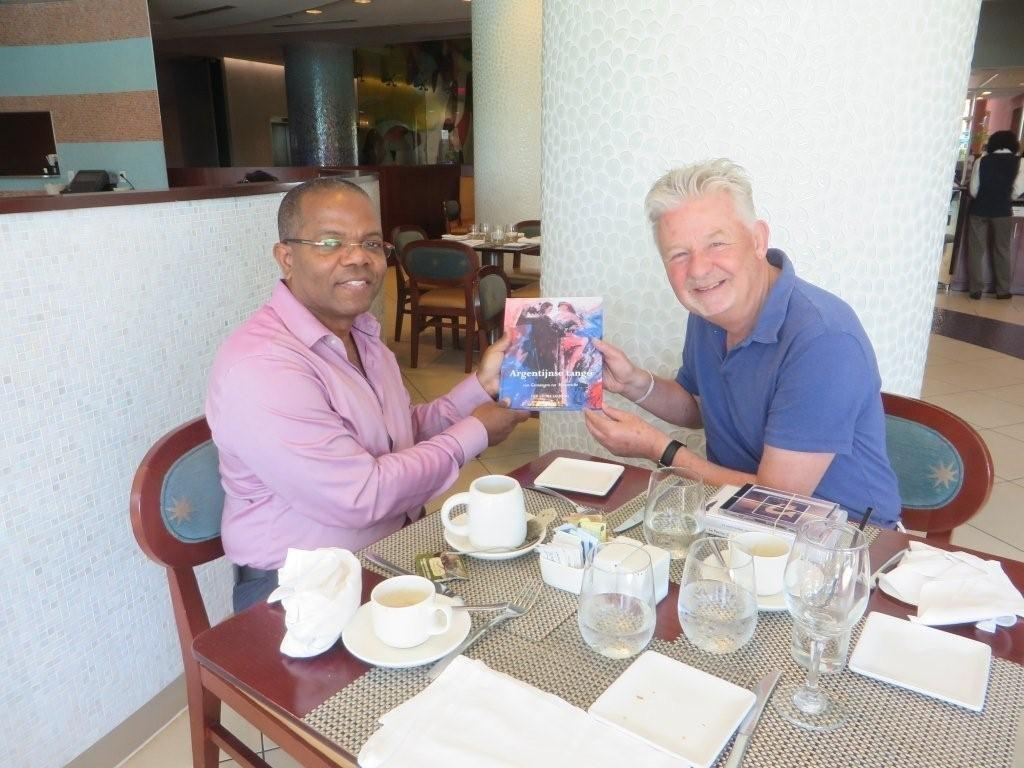
Voormalig premier van de Nederlandse Antillen Etienne Ys ontvangt een boek van Johan L. Meijering over de Argentijnse Tango. Curaçao, 2016

In 1999 was Meijering initiatiefnemer en medeoprichter van Stichting ‘La Pasión, Salon de Tango y Cultura’ (‘La Pasión’). ‘La Pasión’ (1999-2003) was een centrum voor Argentijnse tango en multiculturele activiteiten, gevestigd in de Nieuwe Boteringestraat in Groningen. Het door Meijering gekochte pand werd in ruim vijf maanden ingrijpend verbouwd tot een sfeervolle ruimte. Stichting ‘La Pasión’ opende op 17 september 1999 voor het eerst haar deuren. In drie aangrenzende panden, eveneens in zijn bezit, wilde Meijering zelfstandig opererende organisaties ontwikkelen onder de overkoepelende naam ‘Passie’. Culturele organisaties, die op non-profitbasis en laagdrempelig een breed scala aan gevarieerde, wisselende en betaalbare activiteiten aan zouden bieden. La Pasión groeide in korte tijd uit tot een dynamisch en kleinschalig centrum voor jong en oud.
In september 2015 publiceerde Meijering het boek ‘La Pasión. Salon de Tango y Cultura. Een bron van inspiratie’.

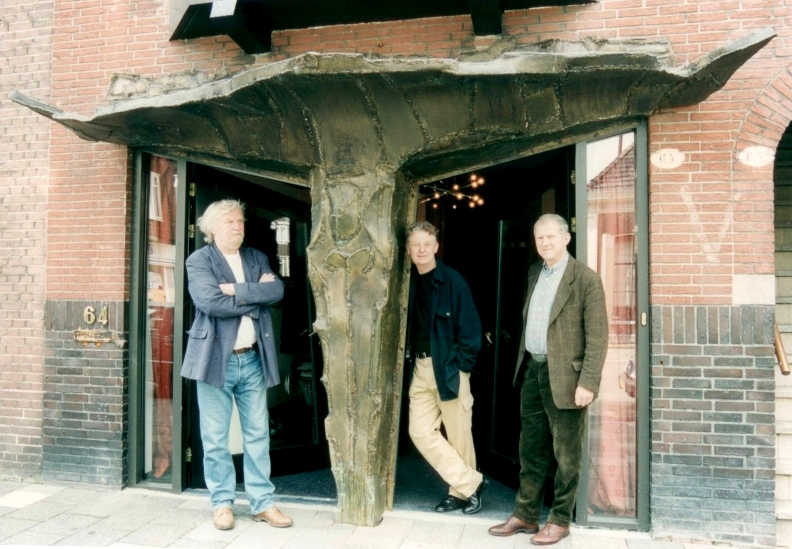
Gevel multicultureel centrum 'La Pasión'. Van links naar rechts Hugo Hol (beeldhouwer), Johan L. Meijering (eigenaar) en Jan Brederode (architect). Groningen, 30 juni 2001

Met een twintigtal vrijwilligers werd er hard gewerkt om dit centrum in stand te houden. Gedurende ruim tweeënhalf jaar functioneerde La Pasión zeven dagen per week met uiteenlopende programma’s. Op 17 maart 2001 werden opnames gemaakt voor de in productie genomen tango-CD: 'La Pasión del Tango'. Veel prominenten uit binnen- en buitenland traden er op. Enkele hoogtepunten waren het optreden en de workshops van het danspaar Ricardo y Nicole uit Argentinië, de literaire salon met Simon Vinkenoog, de vertelavonden van Willem de Ridder, het optreden van de componist Mike Rowland uit Engeland en het concert van Ustad Zamir Khan en zijn groep uit India.
De financiering van het centrum bleek echter problematisch. Op 1 juli 2002 gingen de deuren definitief dicht en op 31 oktober 2002 werd de stichting formeel opgeheven.

Artist impression van cultureel centrum ‘Passie’ in Groningen, getekend door Sip Hofstede, september 1999

#### Japanse centrum Do
In 1999 was Meijering ook initiatiefnemer, en met Fransina Ganzeveld, medeoprichter van de stichting Do, centrum voor Japanse cultuur. De naam voor stichting Do is afgeleid van een originele Japanse kalligrafie genaamd Do, dat betekent ‘de weg’ of ‘huis van.’ De bouw en ontwikkeling van de ruimte voor stichting Do liep in eerste instantie synchroon met de verbouwing van tangosalon La Pasión.
Bij de opening van tangosalon La Pasión op 19 september 1999 was de ruimte op de eerste etage, voor de stichting Do, na een ingrijpende verbouwing en uitbreiding, casco gereed. Door het bestuur, bestaande uit vier bestuursleden, werden contacten gelegd met de Noordelijke Hogeschool Leeuwarden. Er werden een aantal praktijkopdrachten verstrekt die door studenten van deze opleidingen werden uitgevoerd. Onder andere het grafische gedeelte, een textiel opdracht en de website. Het plan was om in het centrum Japans gerelateerde activiteiten aan te gaan bieden zoals Ikebana lessen en workshops door Fransina Ganzeveld, Sumi-e door Kalpa Maclachlan, het houden van theeceremonies en het organiseren van lezingen over kunst en cultuur. 

Artist impression van Stichting ‘DO’ in Groningen, gemaakt door Sip Hofstede, september 1999

Er werden contacten gelegd met aan Japan gerelateerde organisaties, o.a. met het Centrum voor Japankunde. Deze werd door de Rijksuniversiteit Groningen in 2000 opgericht, toen in Nederland en Japan veel aandacht werd besteed aan het 400-jarig bestaan van de relaties tussen beide landen. Er werd een Torii gekocht en deze werd geplaatst op de halfronde patio van het centrum.
Op 17 september 1999, na de officiële opening van tangosalon ‘La Pasión’ konden belangstellenden voor een sneak-preview naar de eerste etage om de ruimte voor stichting Do te bekijken. In 2002 bleek dat het project wegens het ontbreken van voldoende financiële middelen niet langer haalbaar was. Subsidieaanvragen voor het Multicultureel centrum ‘Passie’, waar de stichting Do een onderdeel van was, bij de gemeente Groningen werden niet gehonoreerd. Op 1 juli 2002 werd de stichting Do officieel ontbonden.

#### Stad-safari Groningen
In 2001 was Meijering initiatiefnemer, medeorganisator en sponsor van de eerste Groninger stad-safari. Ter gelegenheid van de viering van het tweejarig bestaan van zijn centrum La Pasión benaderde Meijering zijn goede bekende Willem de Ridder (1939-2022), journalist, vrijdenker, meesterverteller en safari-bedenker. Een stad-safari leidt de deelnemers via een koptelefoontje over een van tevoren uitgezette route door de stad langs bijzondere plekken, gebouwen en situaties. De Ridder had al eerder stad-safari’s georganiseerd in Nederland (Utrecht) en ook in Duitsland en Denemarken.
Om drie uur klonk op OOG-Radio de stem van De Ridder, die de luisteraars verzocht om naar de Martinitoren te komen. Het liefst met een draagbare radio. De deelnemers droegen allen een rode roos, die door Meijering was uitgedeeld, en een radio. De opdrachten en de verhalen werden live uitgezonden op OOG-Radio, de uitzending was van tevoren opgenomen. Een uur lang slingerde een lint van ruim 100 deelnemers door de binnenstad van Groningen, met een bont uitgedoste De Ridder als gids voorop, vergezeld van Meijering. De stad-safari werd gehouden zes dagen na de aanslag op de Twin Towers in New York en kreeg van Meijering als boodschap ‘Vrede’ mee. De tocht droeg daardoor het karakter van een vredesmanifestatie.
Fietsers stapten af, voetgangers bleven staan en keken met open mond naar het bijzondere gezelschap, dat al luisterend naar hun radio’s simultaan allerlei opdrachten uitvoerde. In het verleden maakte De Ridder al spraakmakende radioprogramma’s, waarin bijvoorbeeld dertigduizend auto’s via de VPRO-radio op een griezeltocht werden gestuurd. Hij overleed op 29 december 2022.

#### La Nueva Pasión

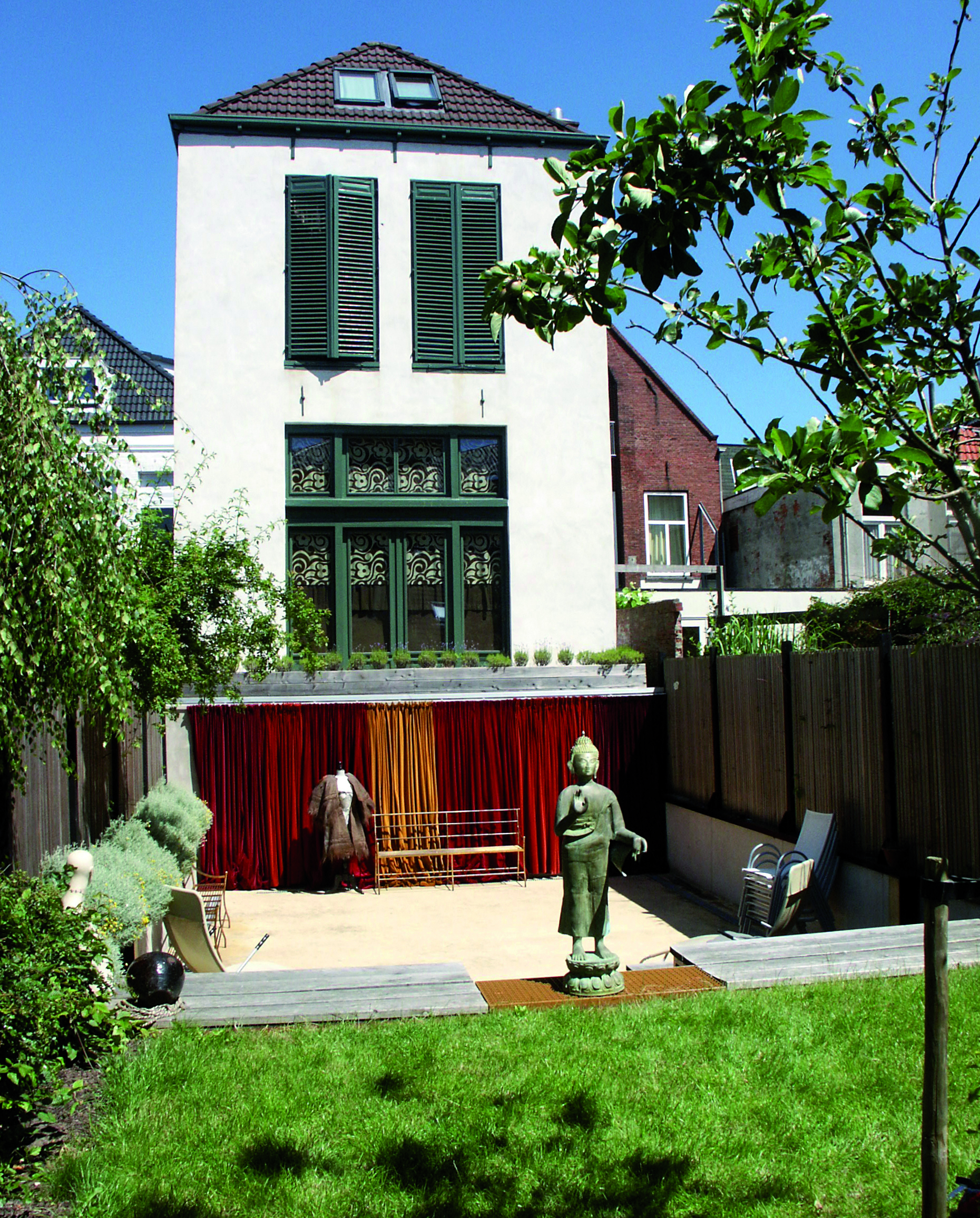
La Nueva Pasión. Achterzijde. Groningen, 2005

In de periode 2004-2006 stelde Meijering zijn geheel verbouwde woonhuis ‘La Nueva Pasión’ aan de Nieuwe Boteringestraat 70 in Groningen incidenteel gratis beschikbaar voor kleinschalige culturele activiteiten.
Het pand uit 1880 bestond uit een voor- en achterhuis en een diepe stadstuin. Eén van de vorige bewoners heeft geschiedenis gemaakt: dhr. P.R. Bos, bekend geworden van de gelijknamige ‘Bosatlas’. Tussen beide woonhuizen bevond zich een open binnenplaats. Tijdens een ingrijpende verbouwing werden beide panden met elkaar verbonden, evenals beide royale kelderruimten. Aansluitend aan deze ruimte liet Meijering een verdiepte tuin aanleggen met vloer en zijwanden van beton en creëerde zo een buitentheater waar incidenteel voorstellingen konden worden georganiseerd. Meijering gaf dit nieuwe project de naam ‘La Nueva Pasión’ (De Nieuwe Passie), als een vervolg op ‘La Pasión. Salon de Tango Y Cultura’. Op 14 mei 2004 werd het woonhuis ingewijd door zijn kleinzoon Christiaan-Carlos. Een gedenksteen in de hal van het pand herinnert hier nog aan. La Nueva Pasión opende met twee avondvoorstellingen die werden bijgewoond door bijna 400 genodigden. Er traden tientallen artiesten op. In de periode 2004-2006 vonden er uiteenlopende multiculturele activiteiten plaats.

#### Los Lunáticos

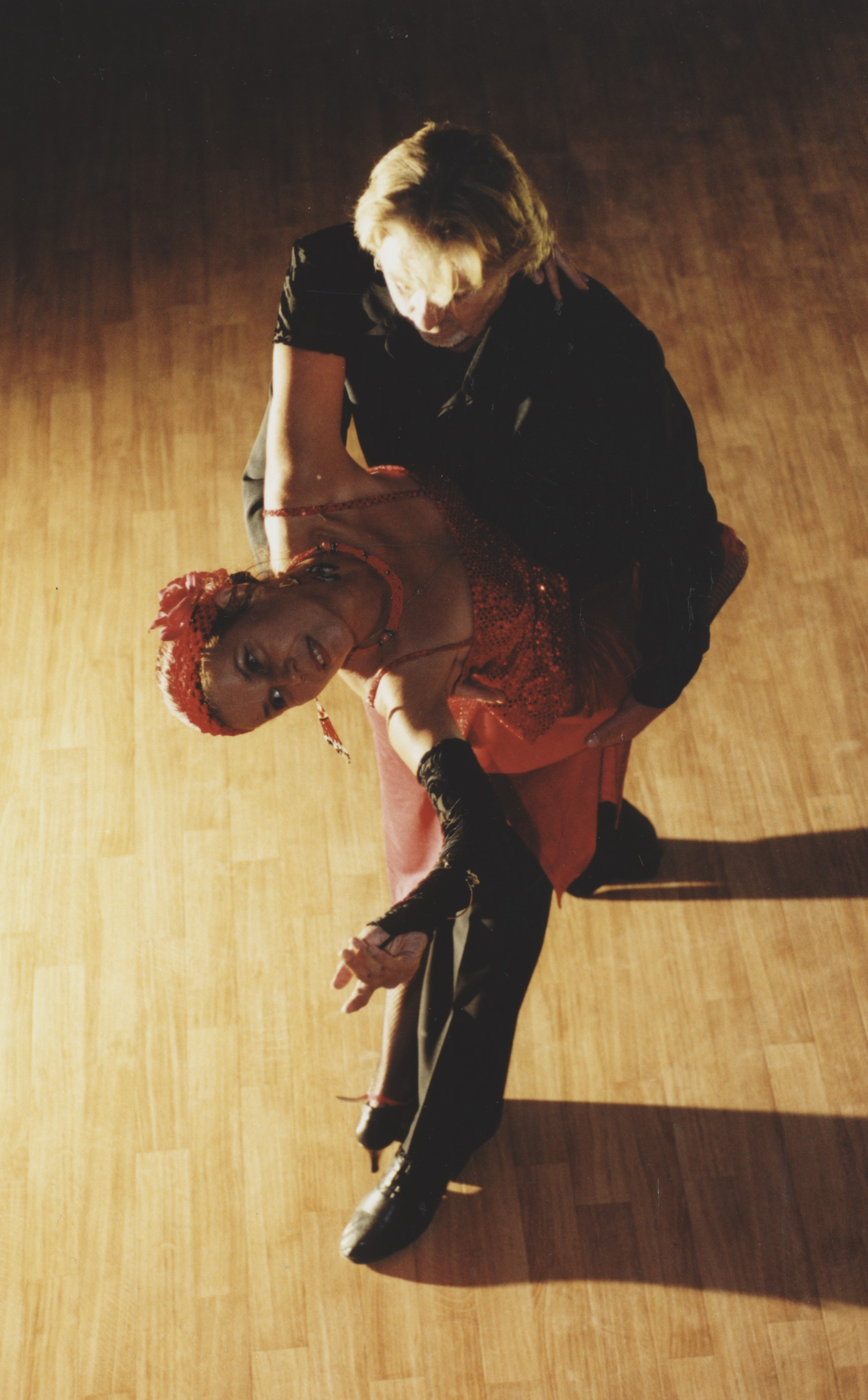
Johan L. Meijering en Marjatta-Ranta-Iso van Los Lunáticos. Groningen, 2004

In 2000 richtte Meijering ‘Los Lunáticos’ (2000-2005) op (vrij vertaald: de maangekken). Een klein dans-, muziek- en theatergezelschap, bestaande uit twee dansers Argentijnse tango, in 2003 aangevuld met gitarist Hans Kromme. Samen met zijn Finse danspartner Marjatta Ranta-Iso – performanceartiest, beeldend kunstenaar en zangeres – gaf Meijering vele benefiet-optredens Argentijnse tango in Nederland en Duitsland. Zij brachten een mix van tango, improvisatie, vrije expressie en drama.
Met vijf andere dansparen gaven zij een dansvoorstelling op 7 november 2001 op het Waagplein voor het prinselijk paar Willem Alexander en Máxima bij hun bezoek aan Groningen. De NOS en RTV Noord zonden dit bezoek rechtstreeks uit op de televisie. In datzelfde jaar vond hun theaterdebuut plaats in MartiniPlaza in Groningen met drie voorstellingen. Op uitnodiging gaven zij twee bijzondere optredens met het voltallige Noord Nederlands Orkest op 14 en 15 maart 2002 in Groningen en Drachten, in respectievelijk de theaters De Oosterpoort en De Lawei. In een latere fase (2003) werd het duo uitgebreid met gitarist Hans Kromme en een tweede tanguera, de van oorsprong Marokkaanse Fatiha Balghiti. In september 2023 publiceerde Meijering het boek 'Los Lunáticos. Van milonga tot theater'.

#### Tango in the Dark

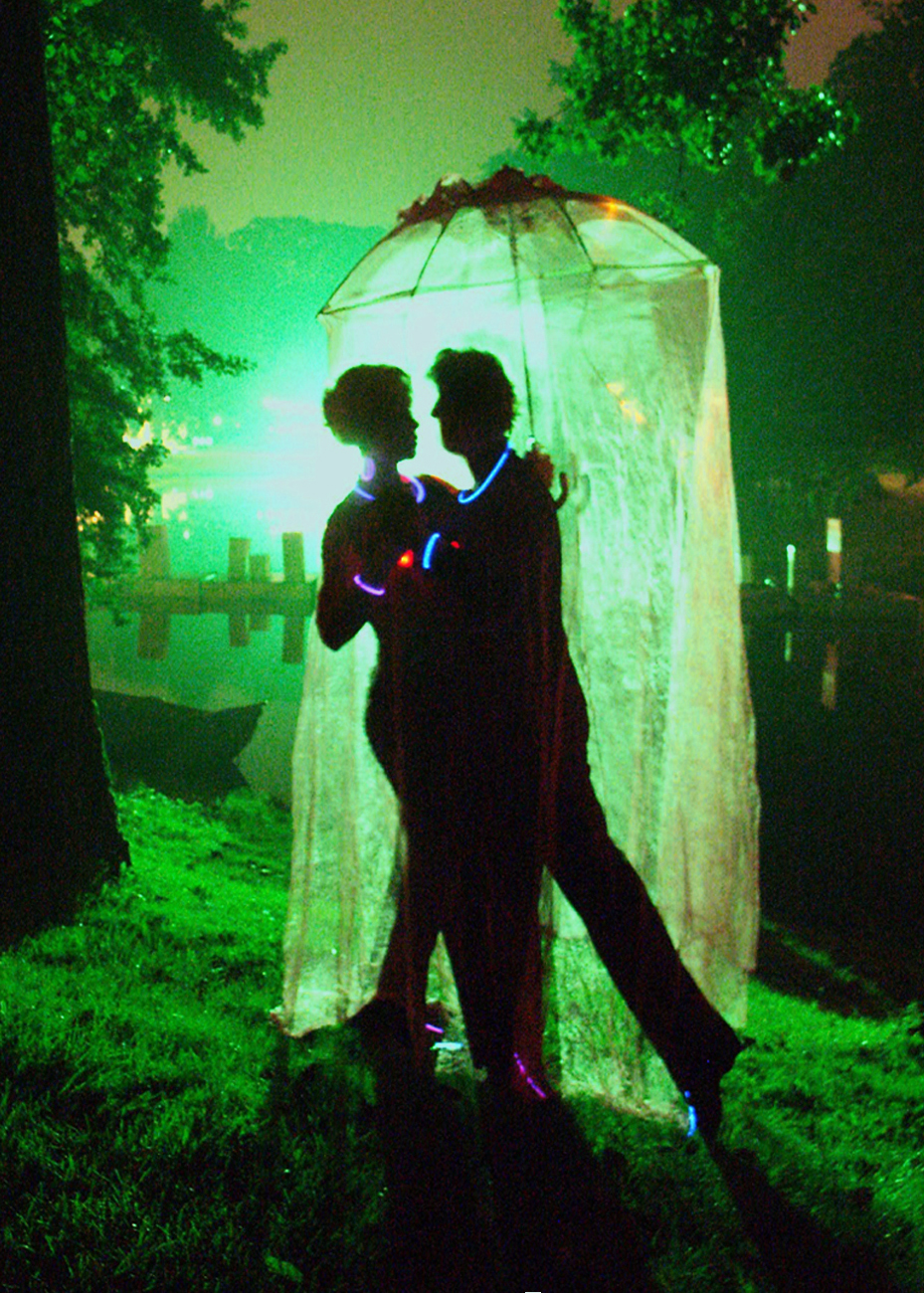
‘Tango in the Dark’ Carla Durville (l.) en Johan L. Meijering (r.). Noorderplantsoen. Groningen, 2005

Als act bedacht door Meijering, ontwikkelde 'Tango in the Dark' zich tot een succesvolle dans- en theaterperformance. Tijdens deze intieme act in het donker zijn beide dansers zelf de bron van licht. De act is binnen en buiten Europa uitgevoerd, tot in China, en inspireerde andere tangodansers wereldwijd, die de performance oppikten en navolgden.

#### Nostalgía

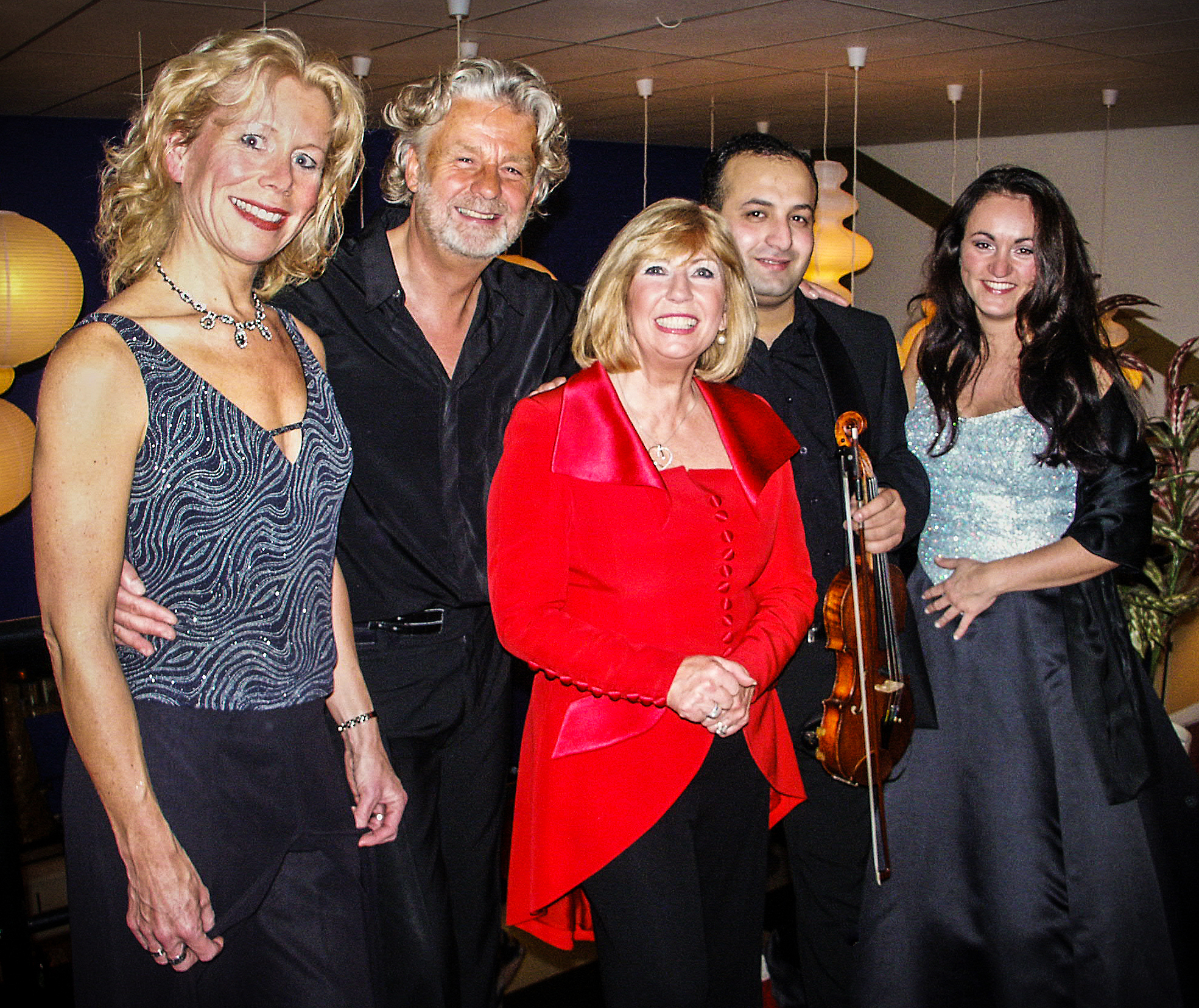
Optreden van Nostalgía met Carla Durville en Johan L. Meijering (Argentijnse tango), Rauf Faizovitsj Guseinov (viool en tenor), Sjoukje Kooistra (sopraan) bij benefiet en kunstveiling in Martiniplaza. De opbrengst van deze avond met diverse optredens van o.a. Willeke Alberti kwam ten goede aan het Beatrix Kinderziekenhuis. Groningen, 10 november 2005

Van 2005-2015 gaf Meijering met zijn nieuwe (dans)partner Carla Durville benefiet dans- en theatervoorstellingen en workshops in binnen- en buitenland. Regelmatig en afwisselend in combinatie met het door hem in 2005 opgerichte dans-, muziek- en theatergezelschap ‘Nostalgía’ (2005-2008). Dit gezelschap bestond aanvankelijk uit vijf personen: Carla Durville en Johan Meijering (Argentijnse tango), Faiz Shamilevitsj Guseinov (viool) en Rauf Faizovitsj Guseinov (viool en tenor), Sjoukje Kooistra (sopraan).
De dansperformance ‘Tango in the Dark’ werd in deze periode verder ontwikkeld en binnen en buiten Europa opgevoerd. Hoogtepunten waren succesvolle optredens op 7 november 2005 in de MartiniPlaza te Groningen, diverse optredens in Egypte van 5 t/m 12 januari 2006, met onder meer een tv-uitzending op Channel 5, in Bad Zwischenahn (Duitsland) op 21 juli 2006 en op 22 juli 2006 in Oldenburg (Duitsland). In 2007 werd ‘Nostalgía’ uitgebreid van vijf naar zeven artiesten. De nieuwe samenstelling was: Carla Durville en Johan Meijering (Argentijnse tango), Faiz Shamilevitsj Guseinov (viool) en Rauf Faizovitsj Guseinov (viool en tenor), Thomas Mook (zanger, pionist, entertainer), Natalja Yakovleva (sopraan) en Anastasia Goldberg (concert-pianiste).

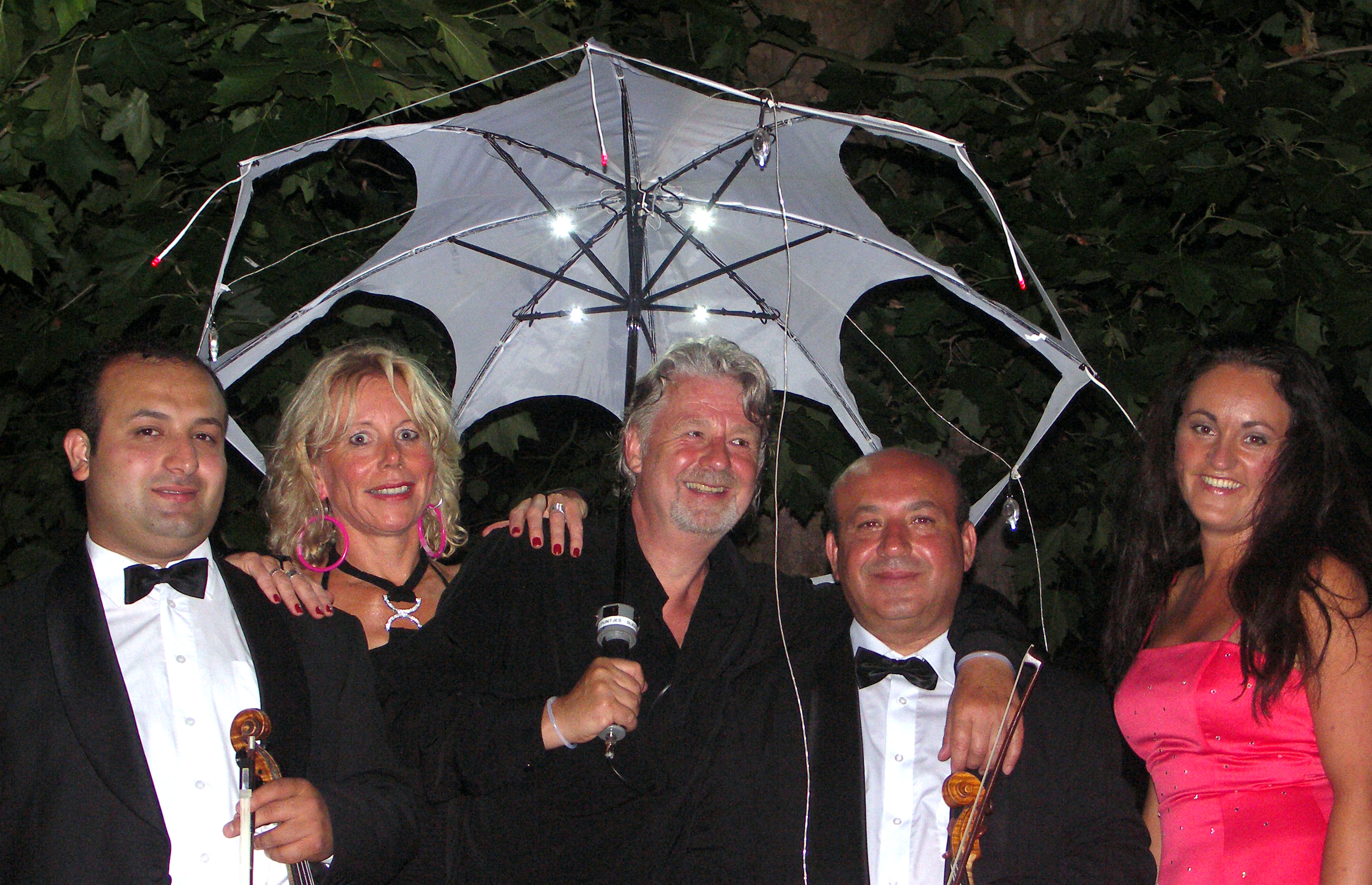
Optreden van Nostalgía op 22 juli 2006 in Oldenburg (Duitsland).

In de zomer van 2007 verzorgde ‘Nostalgía’ op uitnodiging in China een aantal succesvolle benefietoptredens in grote (buiten)theaters in de hoofdstad Lanzhou van de gelijknamige provincie. ‘Nostalgía’ kreeg veel aandacht in de Chinese media en werd door het provinciaal bestuur van Lanzhou uitgenodigd voor het maken van een promotiefilm voor deze provincie om in te zenden als bijdrage voor de Olympische Zomerspelen in 2008 in China. Door ziekte van twee leden van de groep kon dit op het laatste moment geen doorgang vinden.

#### Tangofestival
Op initiatief van Meijering startte op 18 september 2015 het allereerste tangofestival in Groningen, onder de titel ‘La Pasión’. Op vier verschillende locaties werden uiteenlopende activiteiten georganiseerd. Eén van de locaties was kunst- en cultuurhuis VRIJDAG in de St. Jansstraat in Groningen. Het was Meijerings doel om de Groninger tangocultuur jaarlijks drie dagen lang in de schijnwerpers te zetten en elk derde weekend van september te laten terugkeren. Het festival werd gecombineerd met een reünie van Meijerings tangosalon ‘La Pasión, salon de tango y cultura’, die in 2002 haar deuren sloot. Tijdens het festival presenteerde Meijering het door hem geschreven tangoboek 'Argentijnse tango van Groningen tot Maastricht' en 'La Pasión. Salon de Tango y Cultura’. Het festival werd uitstekend bezocht en bleek te voldoen aan een behoefte. Vanaf 2016 is de organisatie van het tangofestival overgenomen door 'Stichting Tango Argentino Groningen' (STAG), die sindsdien iedere twee jaar het tangofestival organiseert onder de nieuwe naam ‘Tangofestival Groningen’.

## Overig

#### Cultureel erfgoed

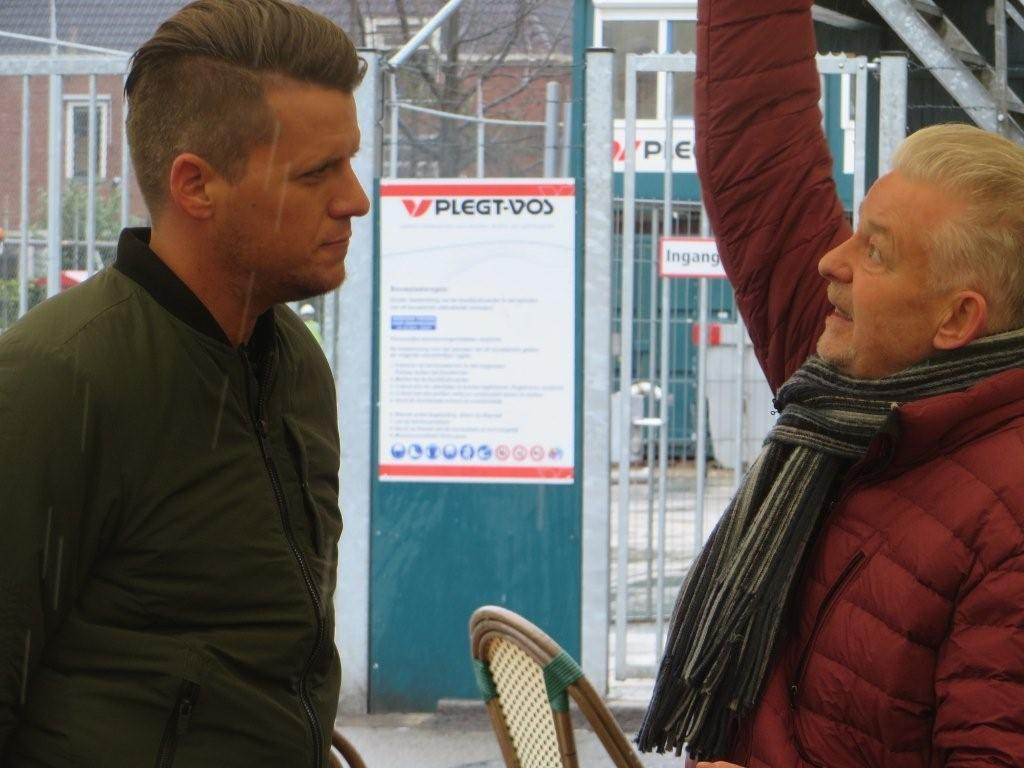
Interview Kees Tol met Johan L. Meijering. Groningen, 21 mei 2018

Op 25 november 2014 zijn de diverse culturele activiteiten van Meijering in de periode 1964 tot en met 2020 door het Regionaal Historisch Centrum De Groninger Archieven erkend als cultureel erfgoed. De archieven in de periode Leeuwarden van Kuifje ’64 (K 64) en International Police Association (I.P.A.) en in de periode Groningen: Kijkbungalow Minerva, Kunst & Kunst, Kunsthuis De Permanente, stichting La Pasión, stichting Do, Altink Affaire II (kunstvervalsingszaak De Groninger Ploeg), La Nueva Pasión, stichting ‘Staakt het Vuren’ en ‘Forum Groningen’ zijn door Meijering aan dit historisch centrum geschonken. De archieven van al deze projecten zijn overgedragen en ondergebracht bij de Groninger Archieven in het ‘Archief Johan Meijering’ met de aanwinstnummers 2020.009 op 15 januari 2020, 2021.075 op 12 juli 2021 en 2023.009 op 13 januari 2023.
Ook het archief van de ouders van Johan L. Meijering, Willem Meijering (Zuidlaren, 23 februari 1919 Doetinchem, 13 juni 2004) en Dina Meijering-van Gelder (Beilen 17 september 1921 Roosendaal 1 juni 1998) zijn door hun erfgenamen in 2020 geschonken aan de Groninger Archieven en zullen volgens de collectiebeheerder particuliere archieven op 7 mei 2020 eveneens worden opgenomen in het ‘Archief Johan Meijering’.

#### Johan Meijering Stichting

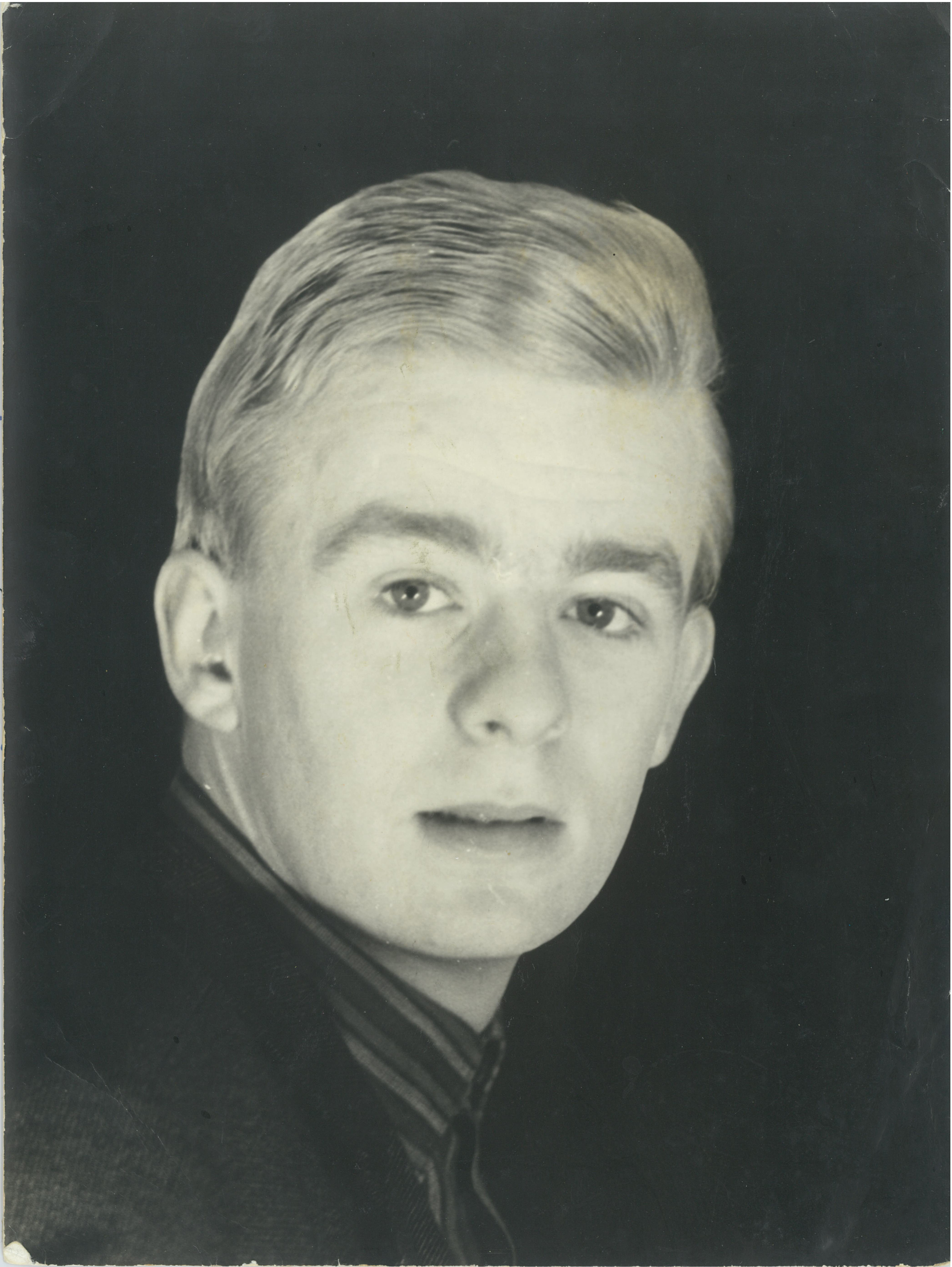
Johan L. Meijering. Leeuwarden, 1964

Op 9 november 2017 is in Groningen de ‘Johan Meijering Stichting’ opgericht om het cultureel erfgoed van Johan Meijering te beheren. Het levenswerk van Johan Meijering beslaat een tijdsbestek vanaf 1964 en bestaat uit acht uiteenlopende projecten op cultureel en maatschappelijk gebied. De Stichting tracht haar doel te verwezenlijken onder meer door ‘het uitgeven van artikelen en nieuwsberichten over de ideeën, visies en overtuigingen van Johan Meijering’. Op 31 december 2021 werd de stichting opgeheven door het bestuur, omdat deze haar doel had bereikt.

#### Schenkingen
In de periode 2005 tot en met 2024 schonk Meijering zijn kunstcollectie bestaande uit 188 schilderijen aan diverse goede doelen, zoals het Rode Kruis, het Universitair Medisch Centrum Groningen (UMCG) en het Martini Ziekenhuis in Groningen.